# Muricidae
Famille
Les Muricidae sont une famille de mollusques gastéropodes marins ou d'eau saumâtre prédateurs.

## Caractéristiques

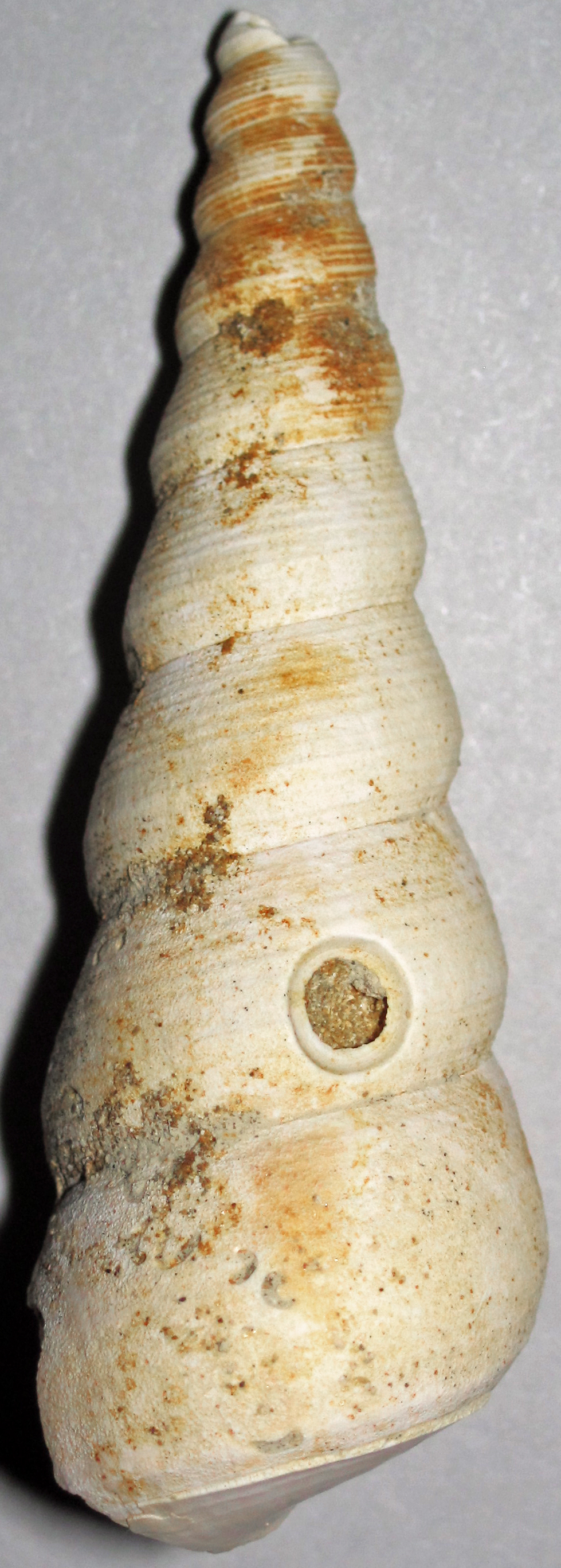
Trou foré par un muricidé dans la coquille d'un Turritella du Miocène. Certaines coquilles percées ont parfois été classées comme objets façonnés par les humains à cause du pourtour extérieur circulaire du trou de perforation.

La famille des Muricidae, avec plus de 180 genres et plus de 1 500 espèces, est une des plus grandes familles de gastéropodes marins. Les coquilles sont de forme et de taille très diverses. Leur forme fortement sculptée montre dans de nombreuses espèces des varices et des expansions formant des frondes, d’autres sont plus discrètes. La majorité des espèces se trouve dans les eaux tropicales et tempérées, mais certaines peuvent vivre jusque dans les eaux polaires. Les murex sont carnivores, ils se nourrissent de mollusques (gastéropodes tels que les patelles, bivalves tels que les moules et crustacés tels que les balanes) et de  vers marins dont ils percent la coquille ou les éléments protecteurs du corps selon un processus qui implique une alternance de phases de râpage mécanique avec une radula et de dissolution chimique avec les acides et enzymes sécrétés par un organe glandulaire accessoire de perforation),.
La famille des Muricidae a été décrite par le naturaliste américain Constantine Samuel Rafinesque en 1815. 
C'est à cette famille qu'appartiennent les coquillages dont était extraite la pourpre.

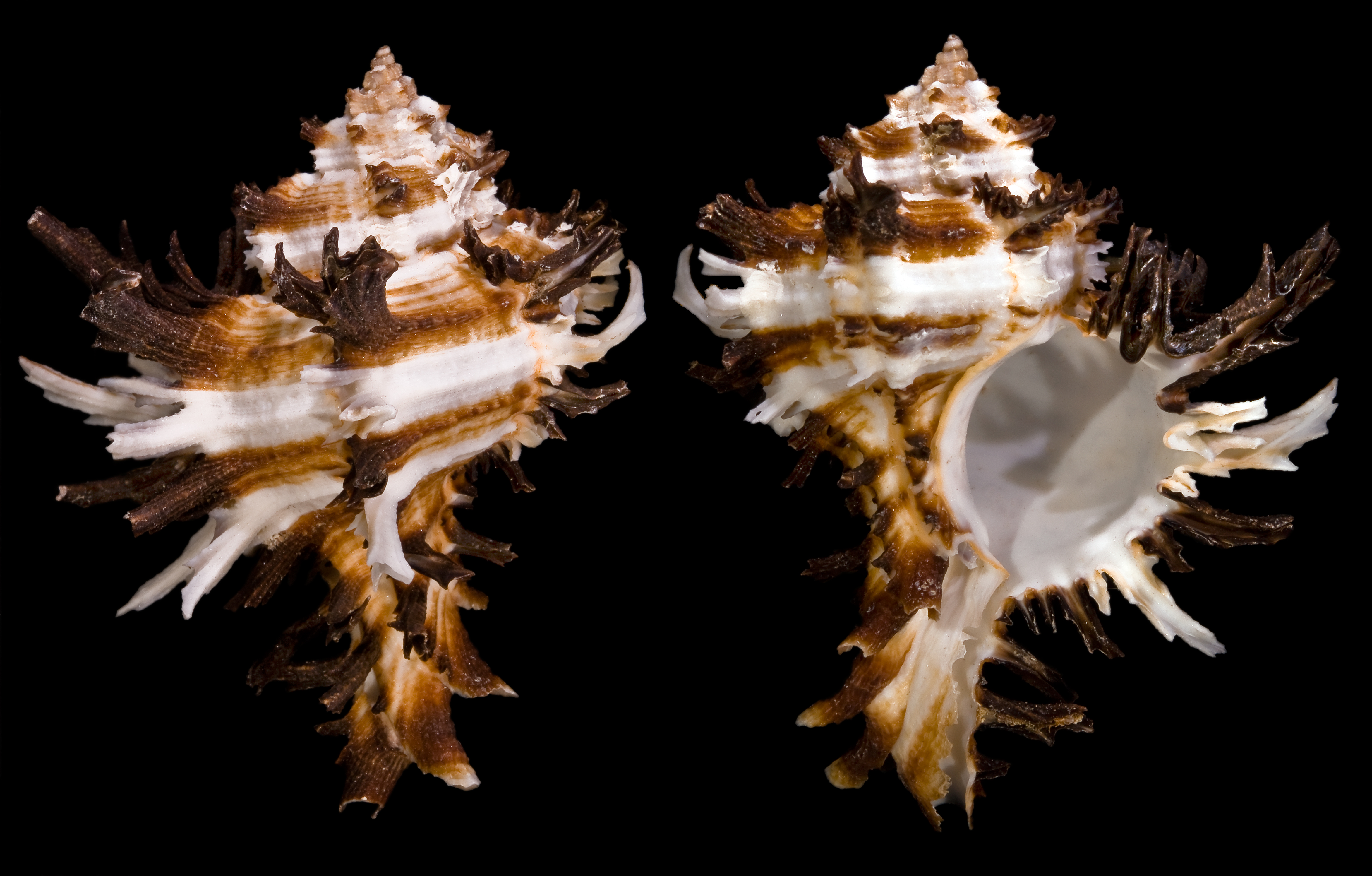
Hexaplex cichoreum.

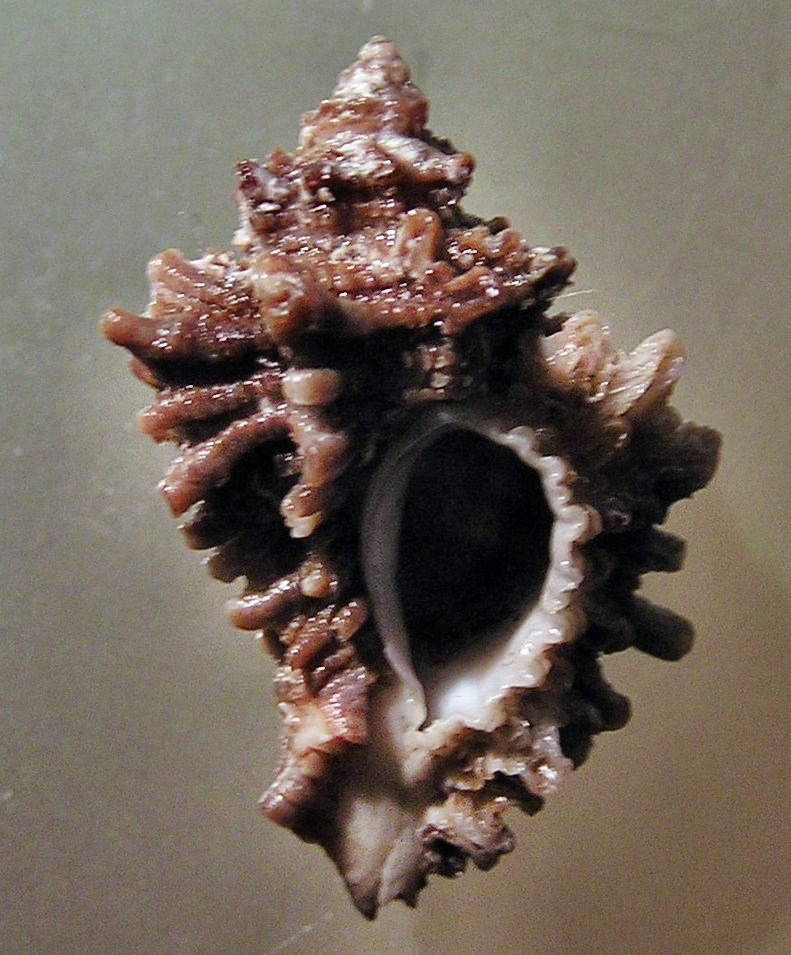
Ocenebra erinacea.

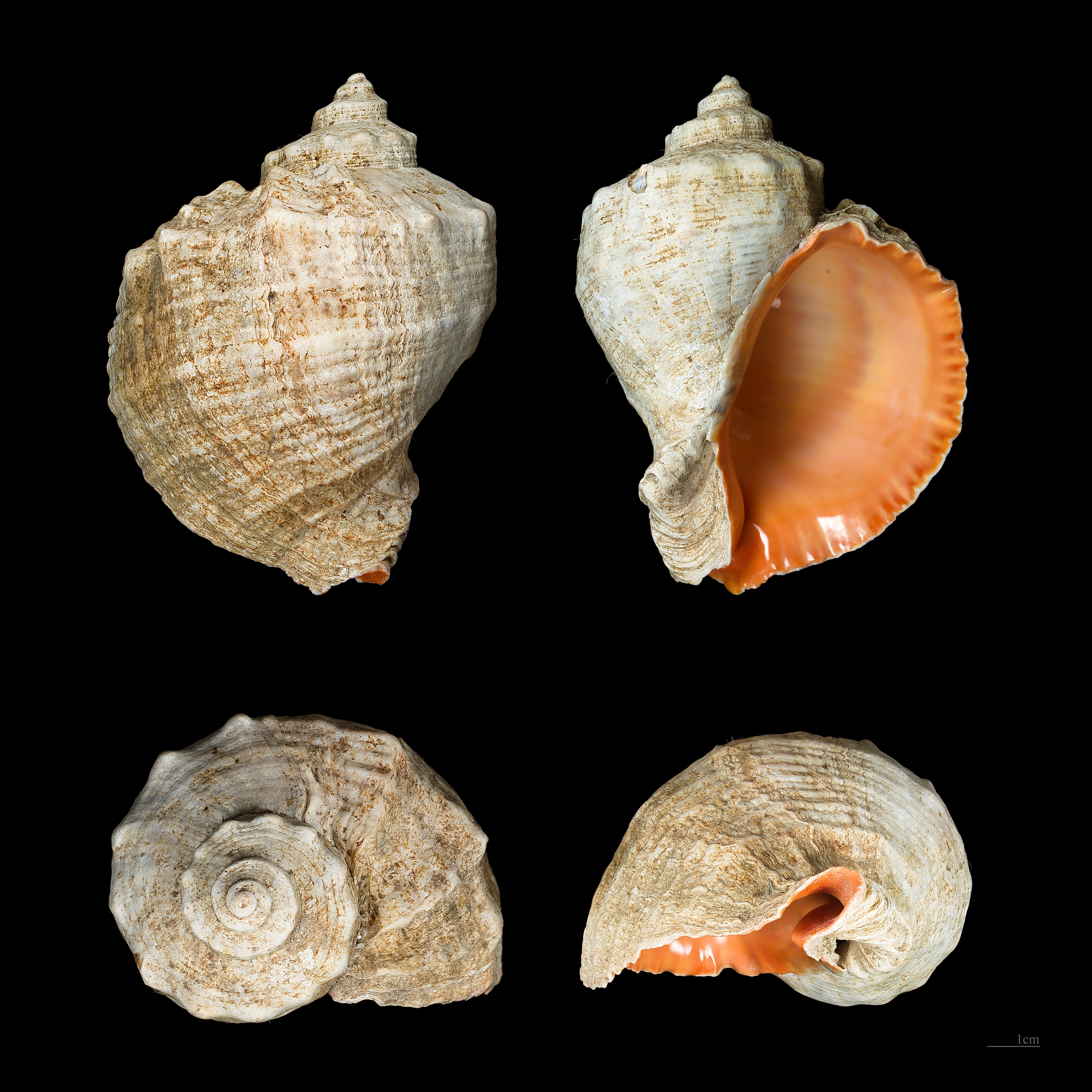
Rapana venosa.

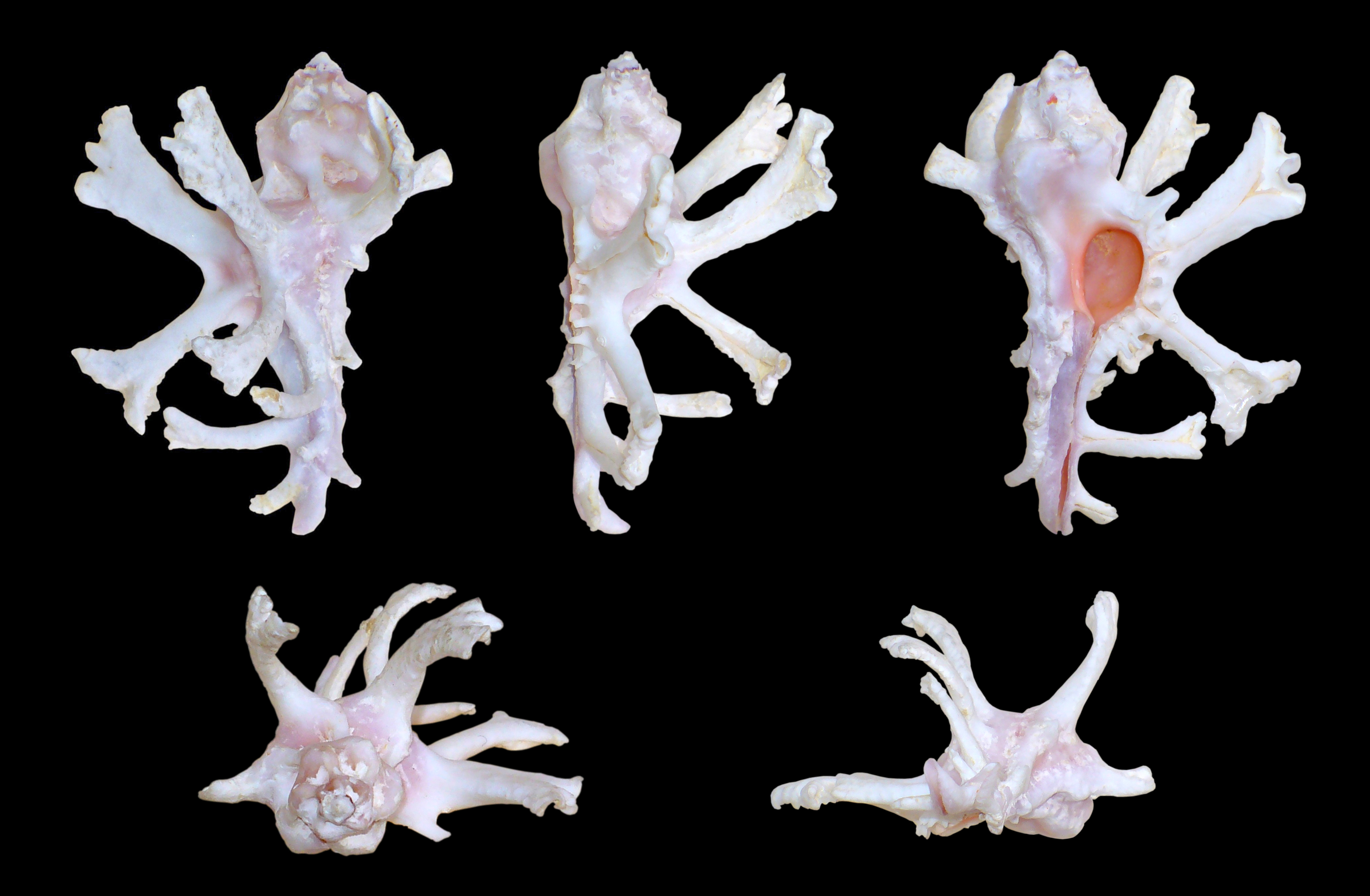
Homalocantha anatomica.

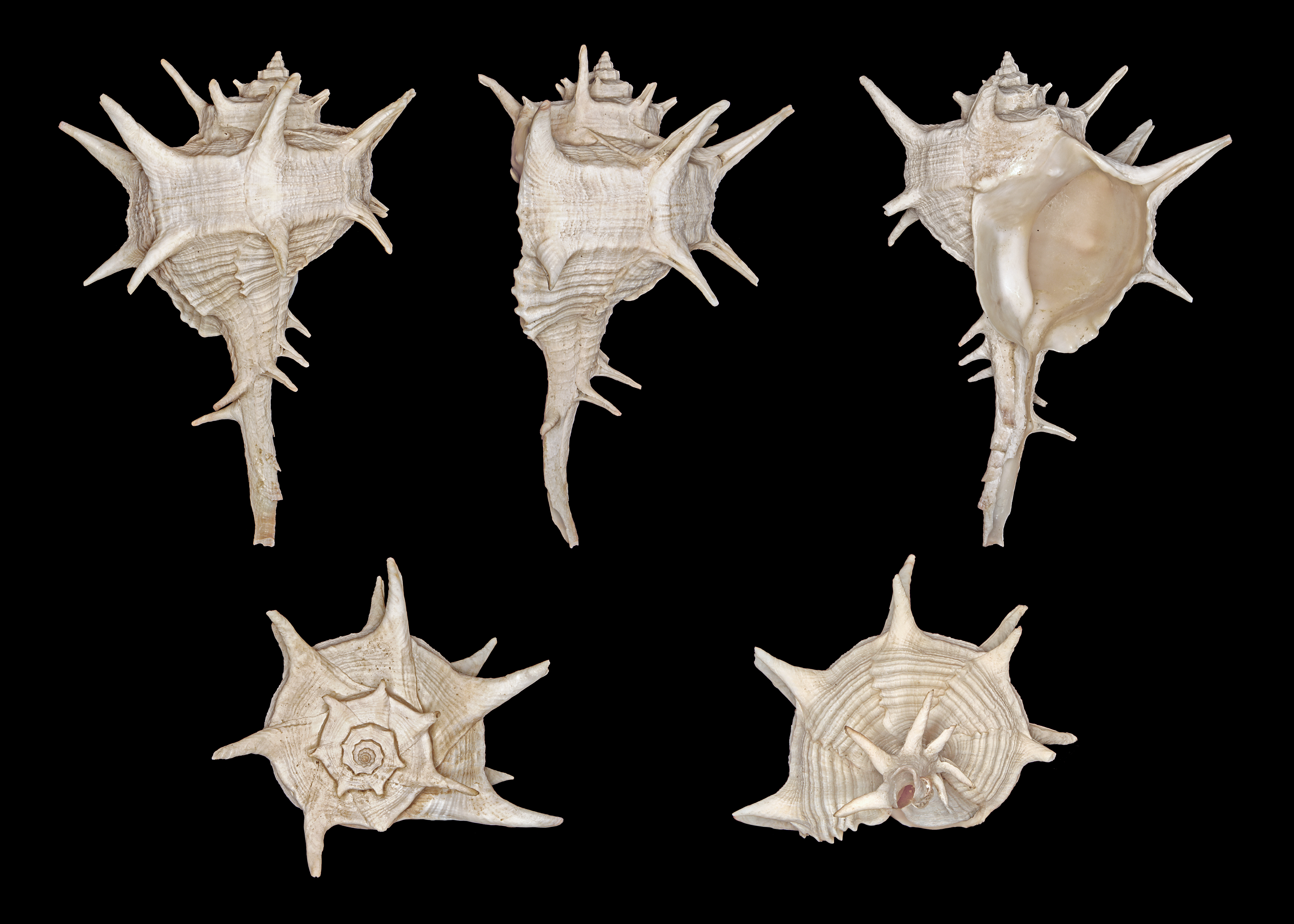
Bolinus brandaris

## Taxinomie
Liste des sous-familles et genres selon World Register of Marine Species (22 février 2011)
- Coralliophilinae Chenu, 1859
  - Babelomurex Coen, 1922
  - Coralliophila H. Adams & A. Adams, 1853
  - Emozamia Iredale, 1929
  - Hirtomurex Coen, 1922
  - Latiaxis Swainson, 1840
  - Leptoconchus Rüppell, 1834
  - Liniaxis Laseron, 1955
  - Magilus Montfort, 1810
  - Mipus de Gregorio, 1885
  - Rapa Röding, 1798
  - Rhizochilus Steenstrup, 1850
- Ergalataxinae Kuroda, Habe & Oyama, 1971
  - Bedevina Habe, 1946
  - Cronia H. Adams & A. Adams, 1853
  - Cytharomorula Kuroda, 1953
  - Daphnellopsis Schepman, 1913
  - Drupella Thiele, 1925
  - Ergalatax Iredale, 1931
  - Lataxiena Jousseaume, 1883
  - Lindapterys Petuch, 1987
  - Maculotriton Dall, 1904
  - Morula Schumacher, 1817
  - Muricodrupa Iredale, 1918
  - Oppomorus Iredale, 1937
  - Orania Pallary, 1900
  - Pascula Dall, 1908
  - Phrygiomurex Dall, 1904
  - Spinidrupa Habe & Kosuge, 1966
  - Tenguella Arakawa, 1965
  - Trachypollia Woodring, 1928
  - Uttleya Marwick, 1934
- Haustrinae Tan, 2003
  - Bedeva Iredale, 1924
  - Haustrum Perry, 1811
- Muricinae Rafinesque, 1815
  - Aspella Mörch, 1877
  - Attiliosa Emerson, 1968
  - Bolinus Pusch, 1837
  -  Bouchetia Houart & Héros, 2008
  - Calotrophon Hertlein & Strong, 1951
  - Chicomurex Arakawa, 1964
  - Chicoreus Montfort, 1810
  - Dermomurex Monterosato, 1890
  - Flexopteron Shuto, 1969
  - Haustellum Schumacher, 1817
  - Hexaplex Perry, 1810
  - Ingensia Houart, 2001
  - Murex Linnaeus, 1758
  - Naquetia Jousseaume, 1880
  - Paziella Jousseaume, 1880
  - Phyllocoma Tapparone Canefri, 1881
  - Phyllonotus Swainson, 1833
  - Poirieria Jousseaume, 1880
  - Ponderia Houart, 1986
  - Prototyphis Ponder, 1972
  - Pseudoperissolax B. L. Clark, 1918 †
  - Pterochelus Jousseaume, 1880
  - Pterynotus Swainson, 1833
  - Purpurellus Jousseaume, 1880
  - Siratus Jousseaume, 1880
  - Timbellus de Gregorio, 1885
  - Vokesimurex Petuch, 1994
- Muricopsinae 	Radwin & d'Attilio, 1971
  - Acanthotrophon Hertlein & Strong, 1951
  - Bizetiella Radwin & D'Attilio, 1972
  - Favartia Jousseaume, 1880
  - Homalocantha Mörch, 1852
  - Maxwellia Baily, 1950
  - Murexsul Iredale, 1915
  - Muricopsis Bucquoy & Dautzenberg, 1882
  - Pazinotus E.H. Vokes, 1970
  - Pradoxa Fernandes & Rolan, 1993
  - Rolandiella B.A. Marshall & Burch, 2000
  - Subpterynotus Olsson & Harbison, 1953
  - Vitularia Swainson, 1840
  - Xastilia Bouchet & Houart, 1994
- Ocenebrinae Cossmann, 1903
  - Acanthina Fischer von Waldheim, 1807
  - Acanthinucella Cooke, 1918
  - Africanella Vermeij & Houart, 1999
  - Austrotrophon Dall, 1902
  - Ceratostoma Herrmannsen, 1846
  - Chicocenebra Bouchet & Houart, 1996
  - Chorus Gray, 1847
  - Crassilabrum Jousseaume, 1880
  - Eupleura H. Adams & A. Adams, 1853
  - Forreria Jousseaume, 1880
  - Genkaimurex Kuroda, 1953
  - Hadriania Bucquoy & Dautzenberg, 1882
  - Inermicosta Jousseaume, 1880
  - Jaton Pusch, 1837
  - Mexacanthina Marko & Vermeij, 1999
  - Muregina Vermeij, 1998
  - Nucella Röding, 1798
  - Ocenebra Gray, 1847
  - Ocenotrophon McLean, 1995
  - Ocinebrina Jousseaume, 1880
  - Pteropurpura Jousseaume, 1880
  - Pterorytis Conrad, 1863
  - Roperia Dall, 1898
  - Trochia Swainson, 1840
  - Urosalpinx Stimpson, 1865
  - Vaughtia Houart, 1995
  - Vokesinotus Petuch, 1988
  - Xanthochorus P. Fischer, 1884
  - Zacatrophon Hertlein & Strong, 1951
- Pagodulinae Barco, Schiaparelli, Houart & Oliverio, 2012
  - Axymene Finlay, 1926
  - Comptella Finlay, 1926
  - Enixotrophon Iredale, 1929
  - Pagodula Monterosato, 1884
  - Paratrophon Finlay, 1926
  - Peritrophon Marwick, 1931 †
  - Terefundus Finlay, 1926
  - Trophonella Harasewych & Pastorino, 2010
  - Trophonopsis Bucquoy & Dautzenberg, 1882
  - Vesanula Finlay, 1926 †
  - Xymene Iredale, 1915
  - Xymenella Finlay, 1926
  - Xymenopsis Powell, 1951
  - Zeatrophon Finlay, 1926
- Rapaninae Gray, 1853
  - Acanthais Vermeij & Kool, 1994
  - Agnewia Tenison-Woods, 1878
  - Concholepas Lamarck, 1801
  - Cymia Mörch, 1860
  - Dicathais Macpherson & Gabriel, 1962
  - Drupa Röding, 1798
  - Drupina Dall, 1923
  - Edithais Vermeij, 1998 †
  - Indothais Claremont, Vermeij, Williams & Reid, 2013
  - Jopas Baker, 1895
  - Mancinella Link, 1807
  - Menathais Iredale, 1937
  - Nassa Röding, 1798
  - Neorapana Cooke, 1918
  - Neothais Iredale, 1912
  - Phycothais Tan, 2003
  - Pinaxia H. Adams & A. Adams, 1853
  - Plicopurpura Cossmann, 1903
  -  Purpura Bruguière, 1789
  - Rapana Schumacher, 1817
  - Reishia Kuroda & Habe, 1971
  - Semiricinula Martens, 1904
  - Stramonita Schumacher, 1817
  - Taurasia Bellardi, 1882
  - Thais Röding, 1798
  - Thaisella Clench, 1947
  - Thalessa H. Adams & A. Adams, 1853
  -  Tribulus H. Adams & A. Adams, 1853
  - Vasula Mörch, 1860
  - Vexilla Swainson, 1840
- Tripterotyphinae D'Attilio & Hertz, 1988
  - Cinclidotyphis DuShane, 1969
  - Pterotyphis Jousseaume, 1880
  - Semityphis Martin, 1931 †
  - Tripterotyphis Pilsbry & Lowe, 1932
- Trophoninae Cossmann, 1903
  - Abyssotrophon Egorov, 1993
  - Afritrophon Tomlin, 1947
  - Anatrophon Iredale, 1929
  - Benthoxystus Iredale, 1929
  - Boreotrophon P. Fischer, 1884
  - Conchatalos Houart, 1995
  - Coronium Simone, 1996
  - Enatimene Iredale, 1929
  - Fuegotrophon Powell, 1951
  - Gemixystus Iredale, 1929
  - Leptotrophon Houart, 1995
  - Litozamia Iredale, 1929
  - Minortrophon Finlay, 1926
  - Nipponotrophon Kuroda & Habe, 1971
  - Nodulotrophon Habe & Ito, 1965
  - Scabrotrophon McLean, 1996
  - Tromina Dall, 1918
  - Trophon Montfort, 1810
  - Xenotrophon Iredale, 1929
- Typhinae Cossmann, 1903
  - Brasityphis Absalão & Santos, 2003
  - Distichotyphis Keen & Campbell, 1964
  - Haustellotyphis Jousseaume, 1880
  - Indotyphis Keen, 1944 †
  - Laevityphis Cossmann, 1903
  - Lyrotyphis Jousseaume, 1880 †
  - Monstrotyphis Habe, 1961
  - Pilsbrytyphis Woodring, 1959 †
  - Rugotyphis Vella, 1961 †
  - Siphonochelus Jousseaume, 1880
  - Typhina Jousseaume, 1880
  - Typhinellus Jousseaume, 1880
  - Typhis Montfort, 1810
  - Typhisala Jousseaume, 1881
  - Typhisopsis Jousseaume, 1880

## Galerie

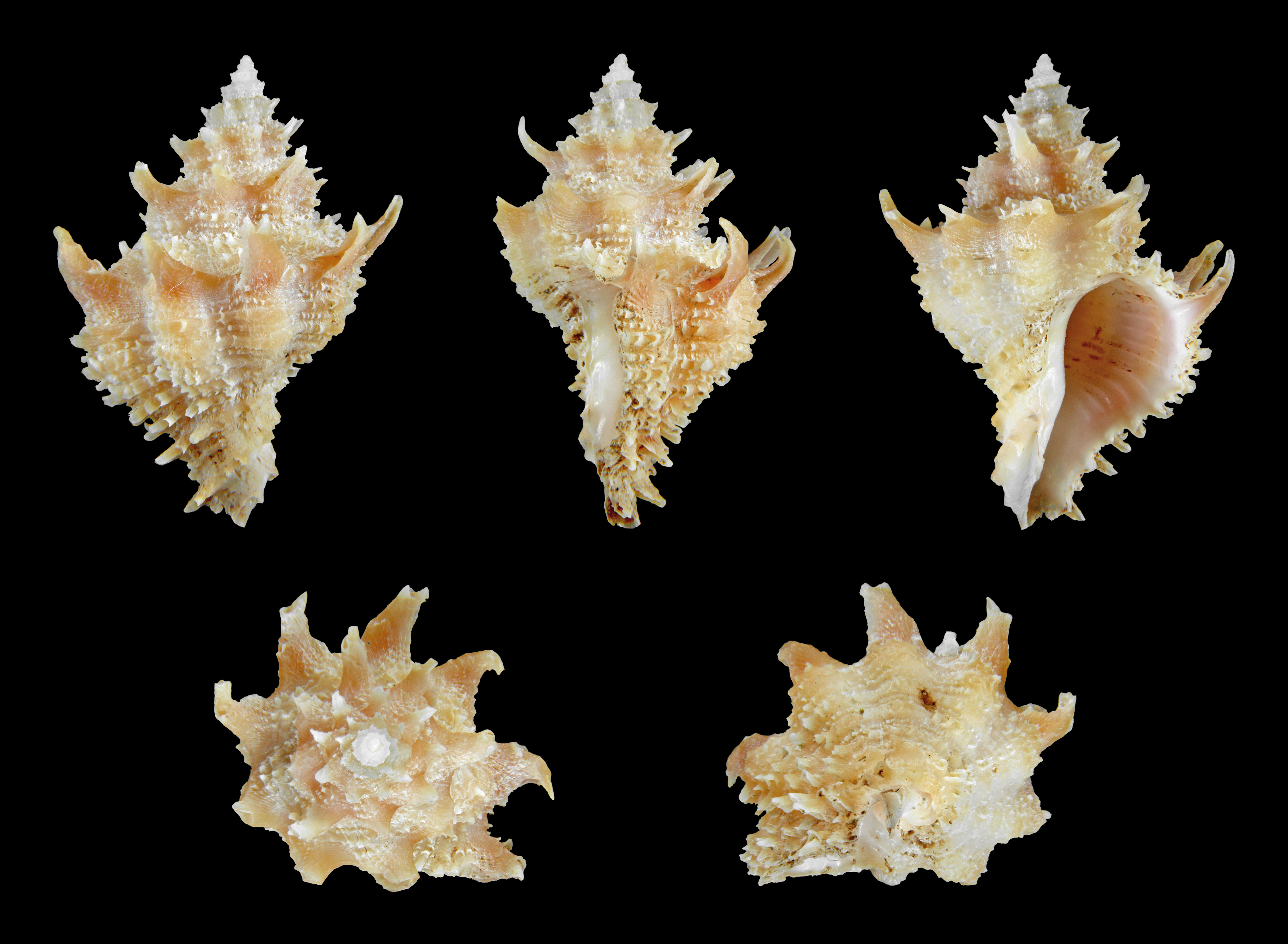
Babelomurex nagahorii
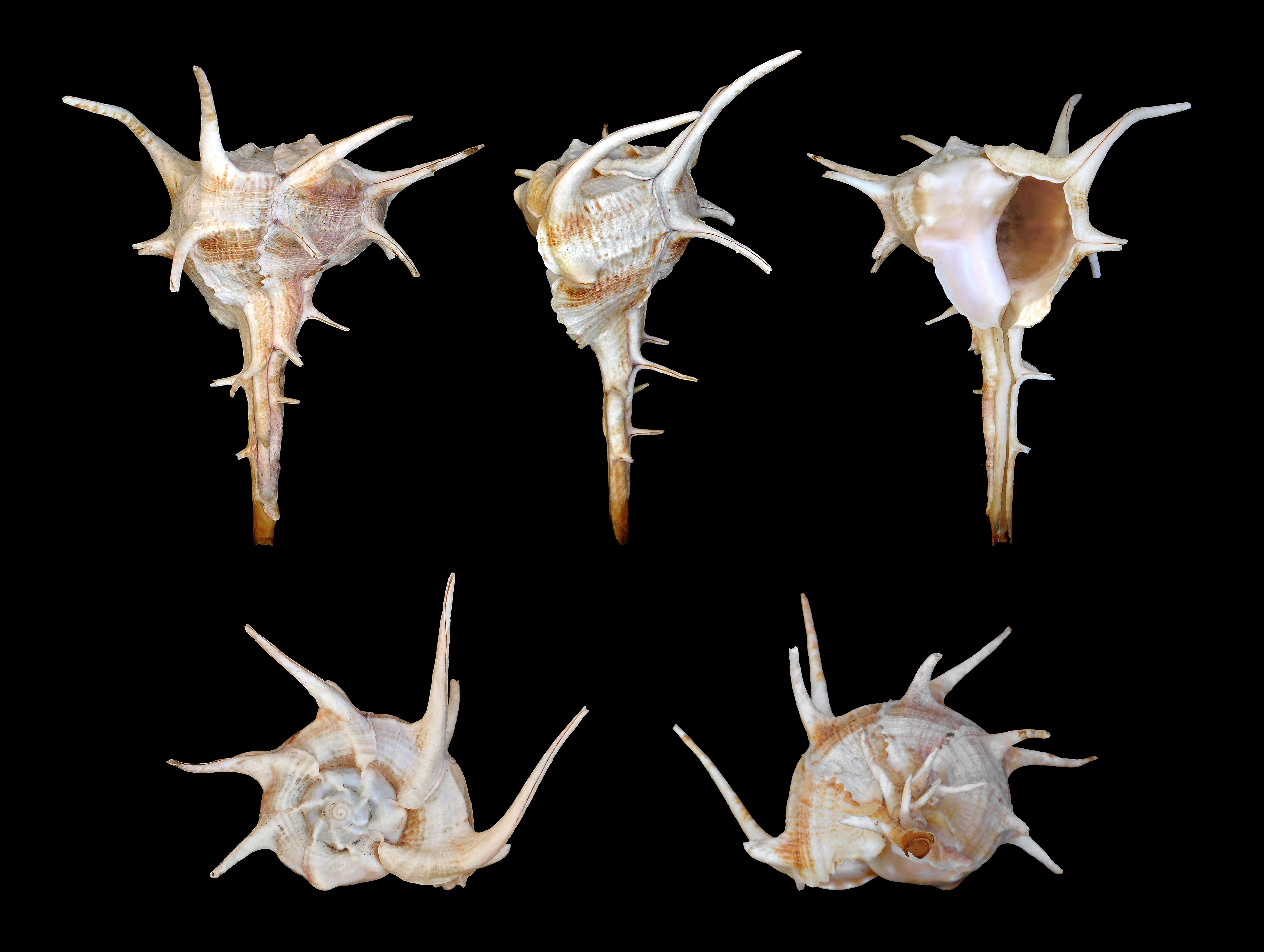
Bolinus cornutus
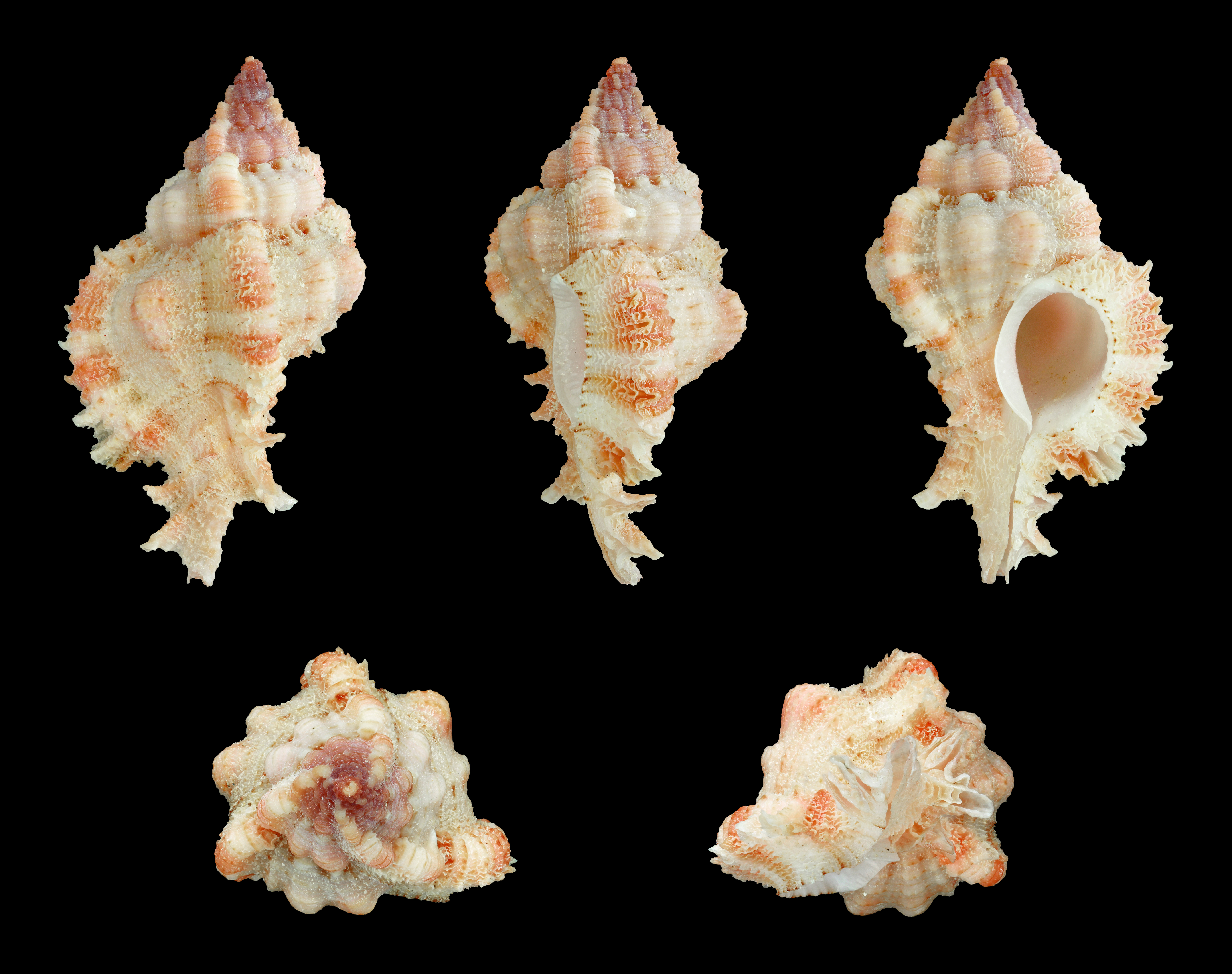
Chicomurex venustulus
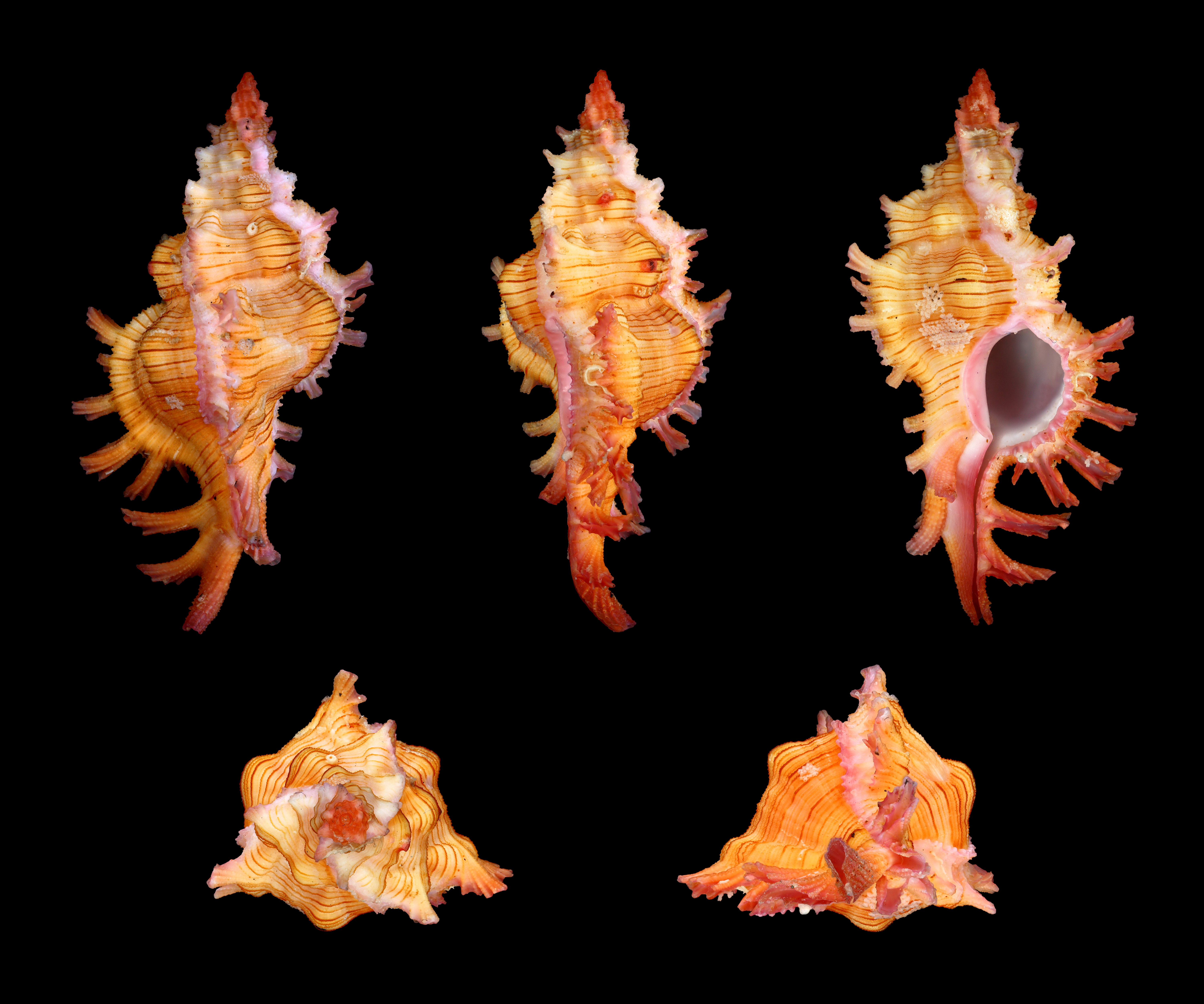
Chicoreus aculeatus
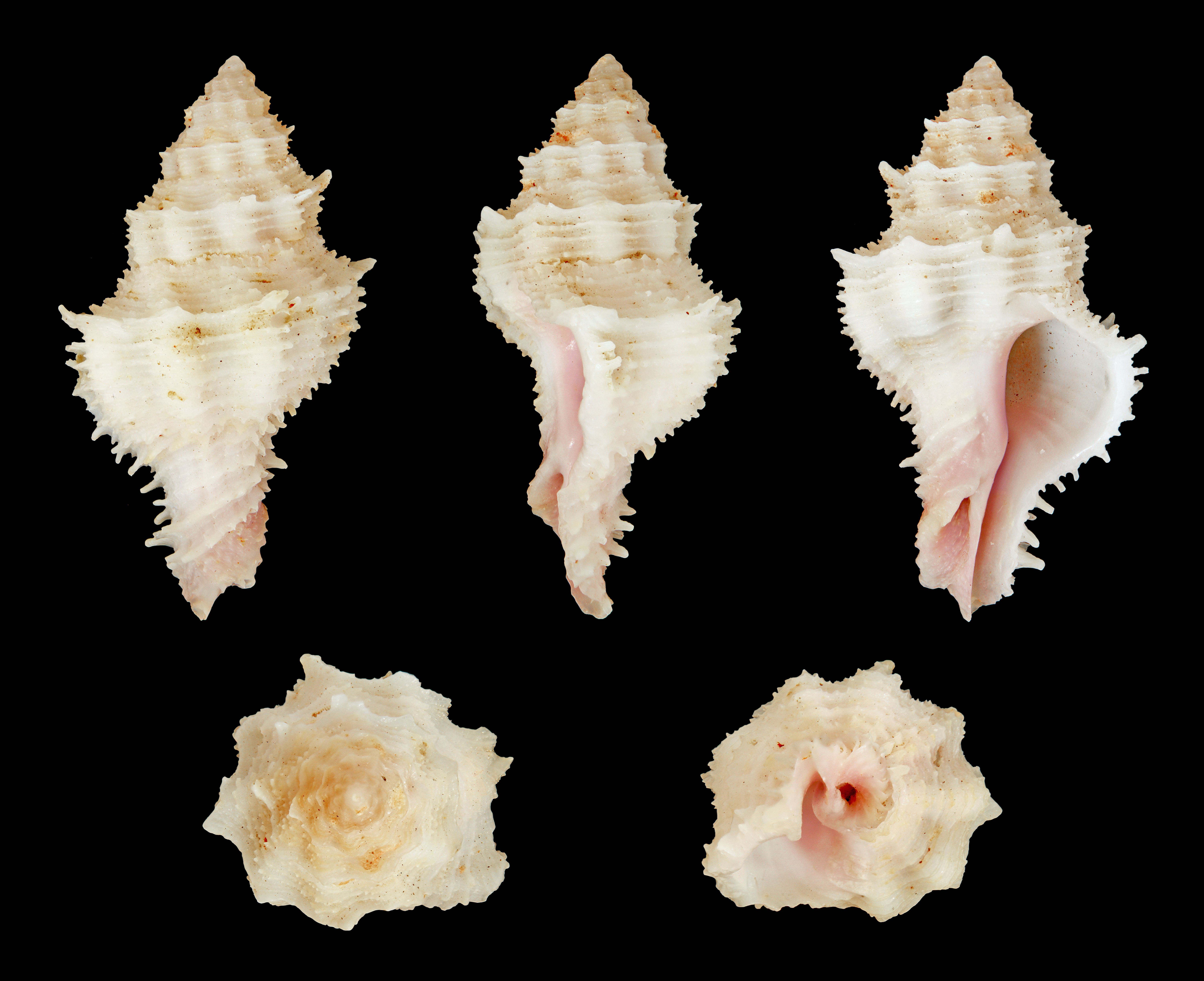
Coralliophila fearnleyi
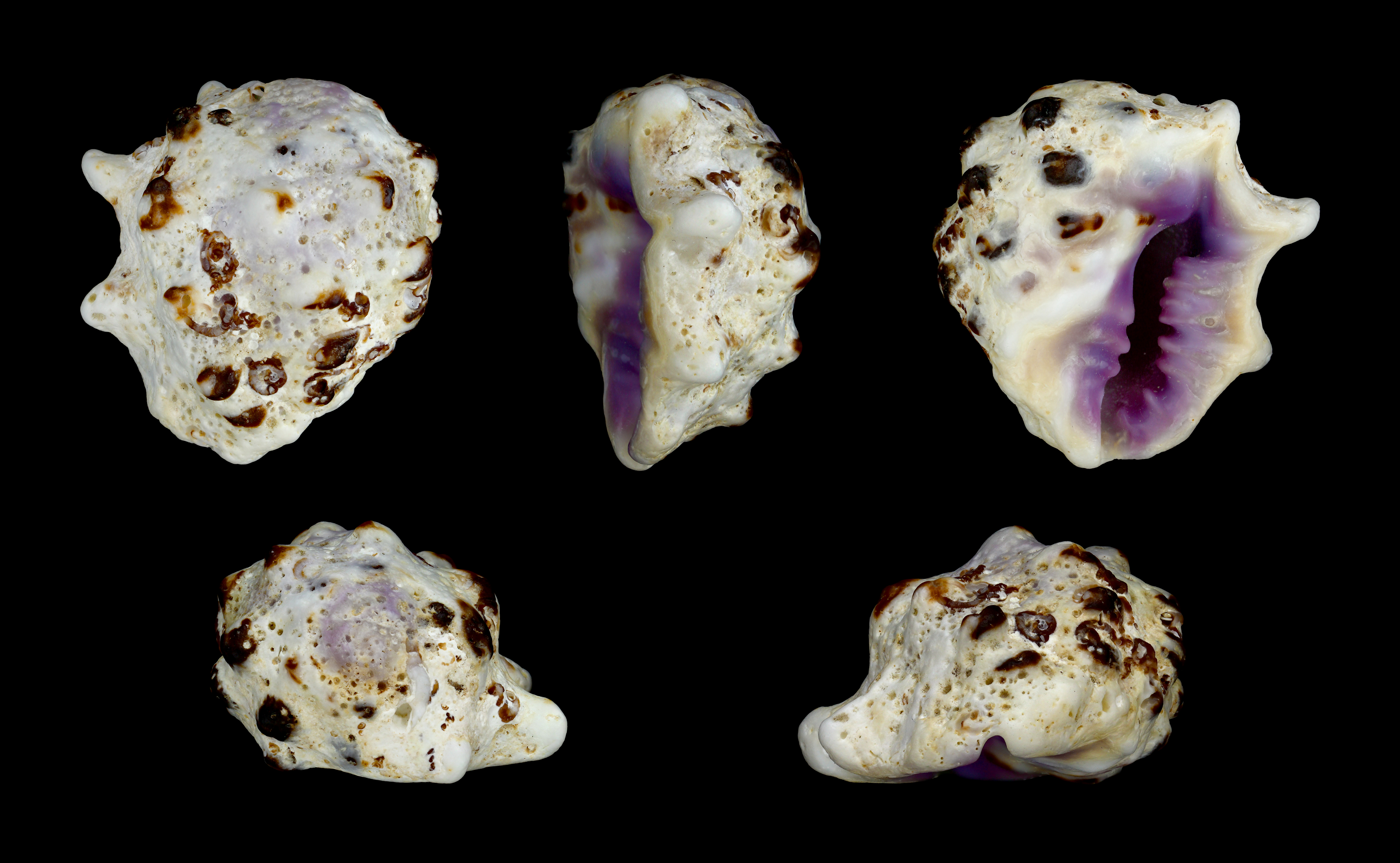
Drupa morum
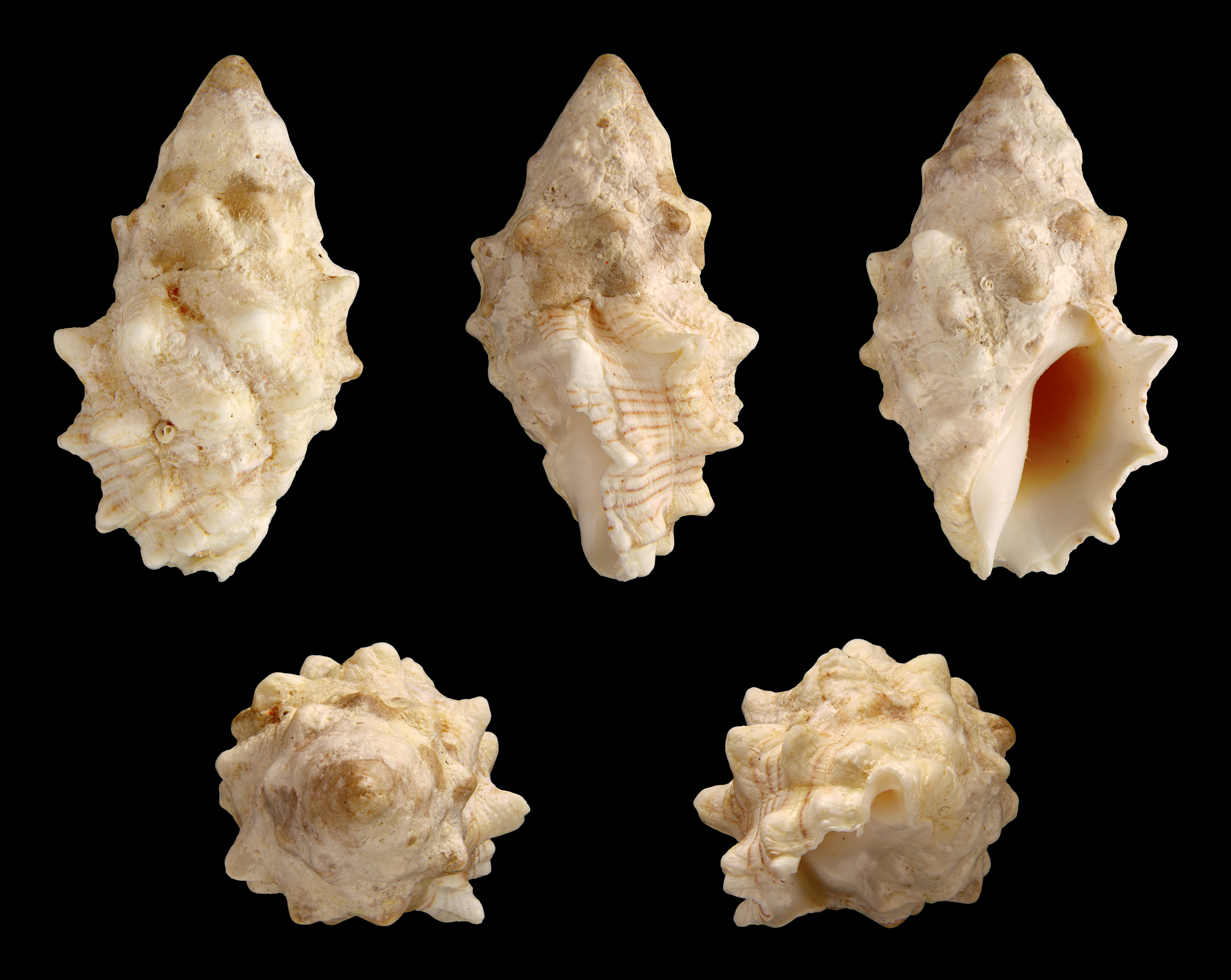
Drupella cornus
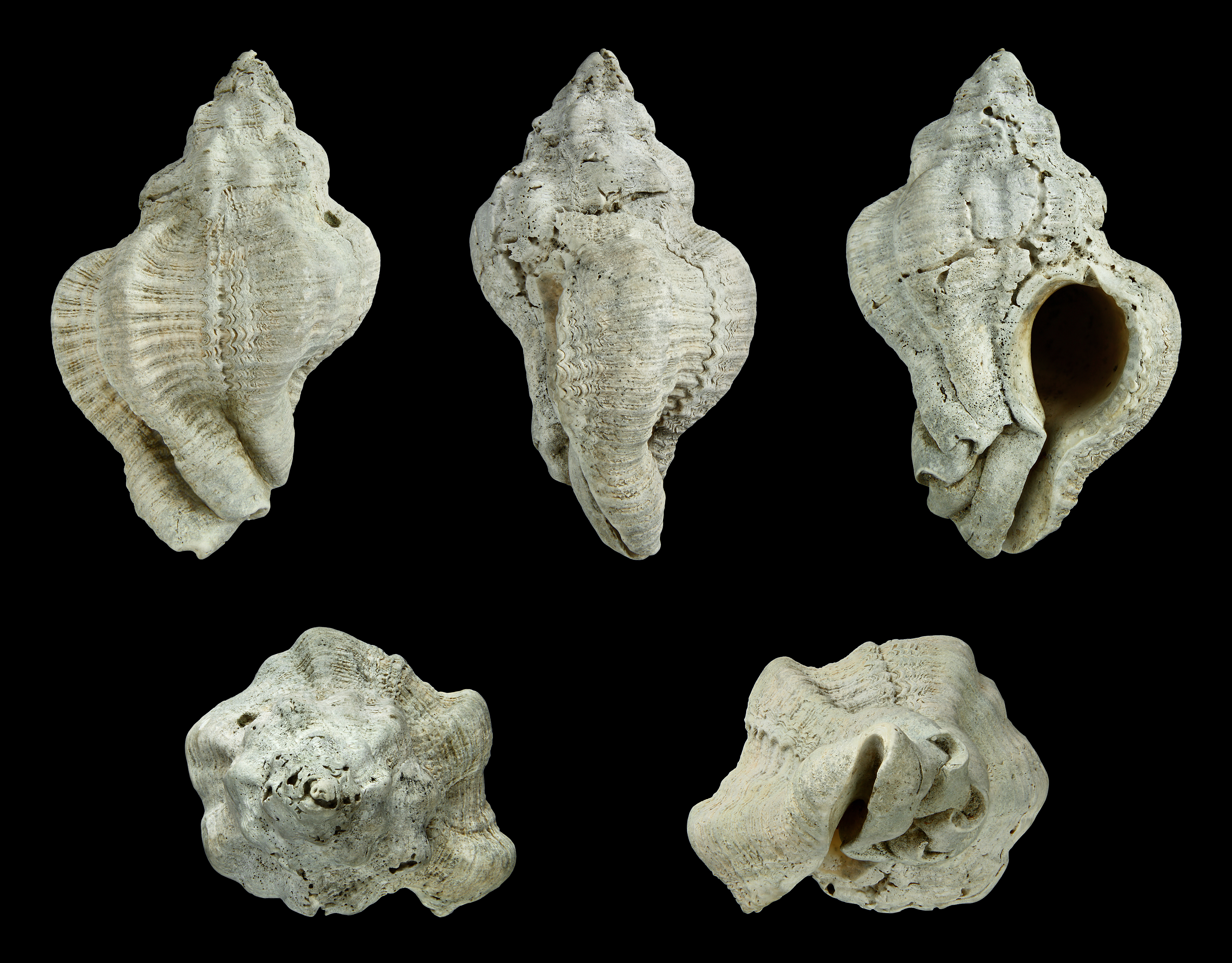
Hadriania trunculata
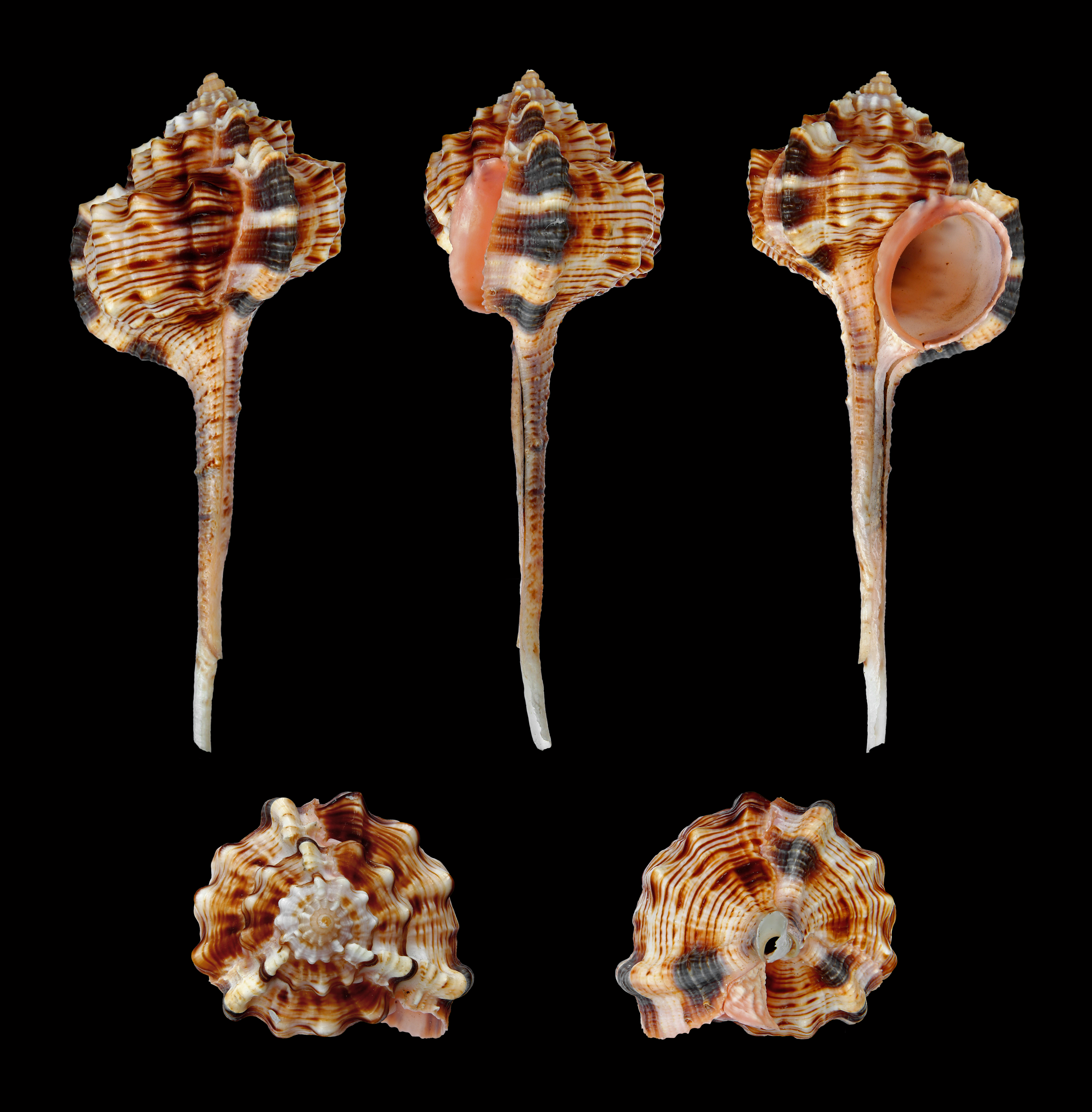
Haustellum haustellum
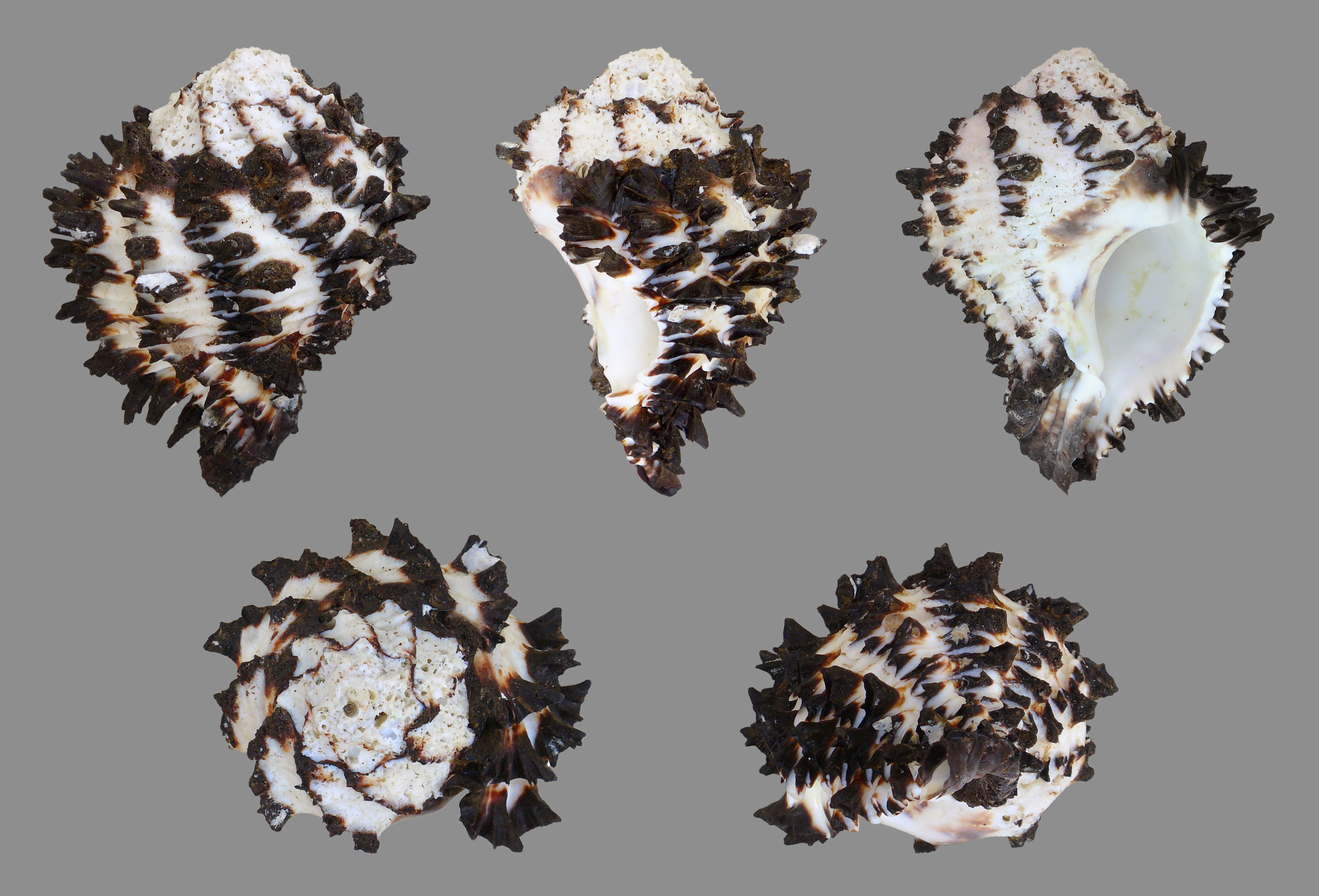
Hexaplex radix
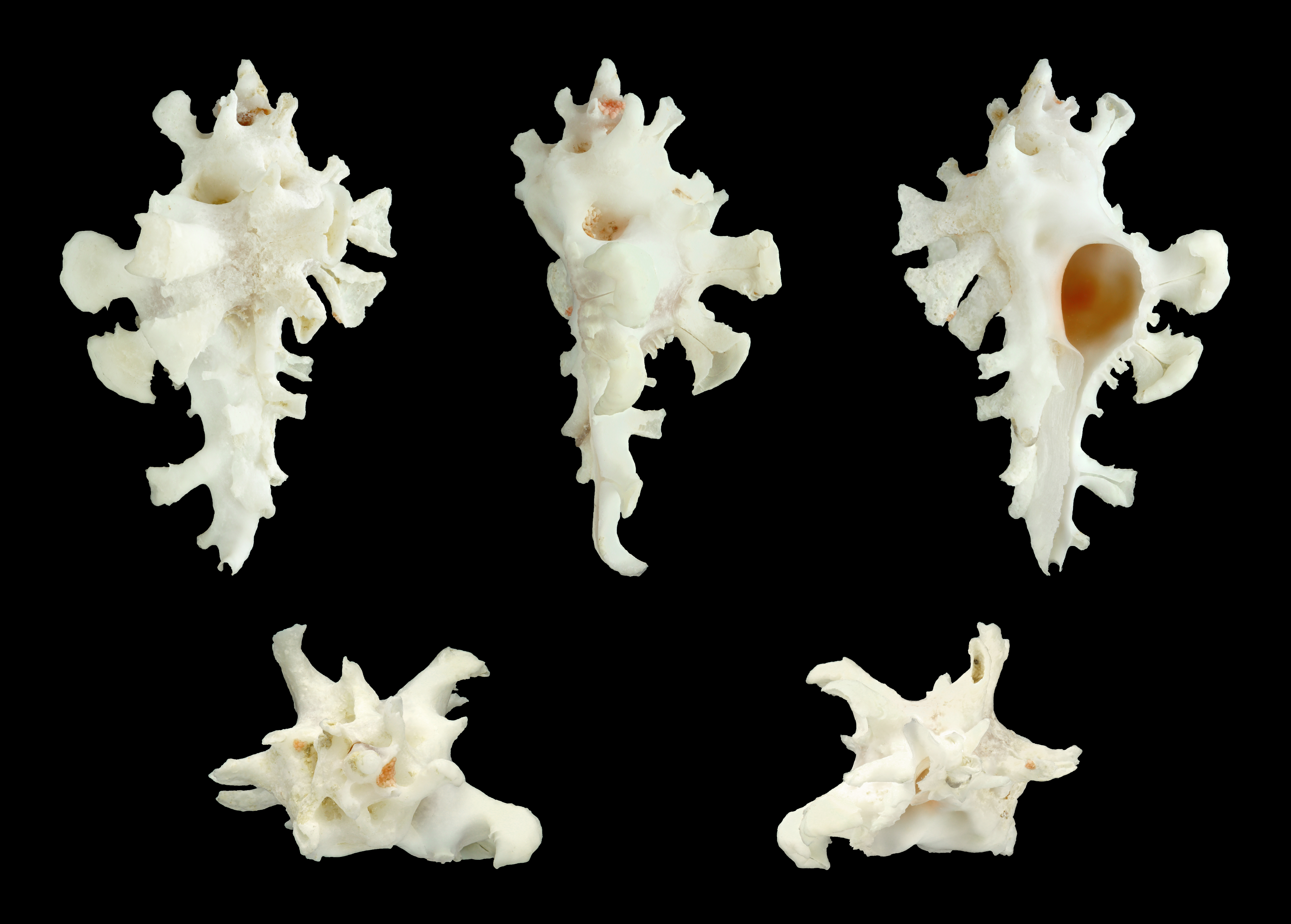
Homalocantha zamboi
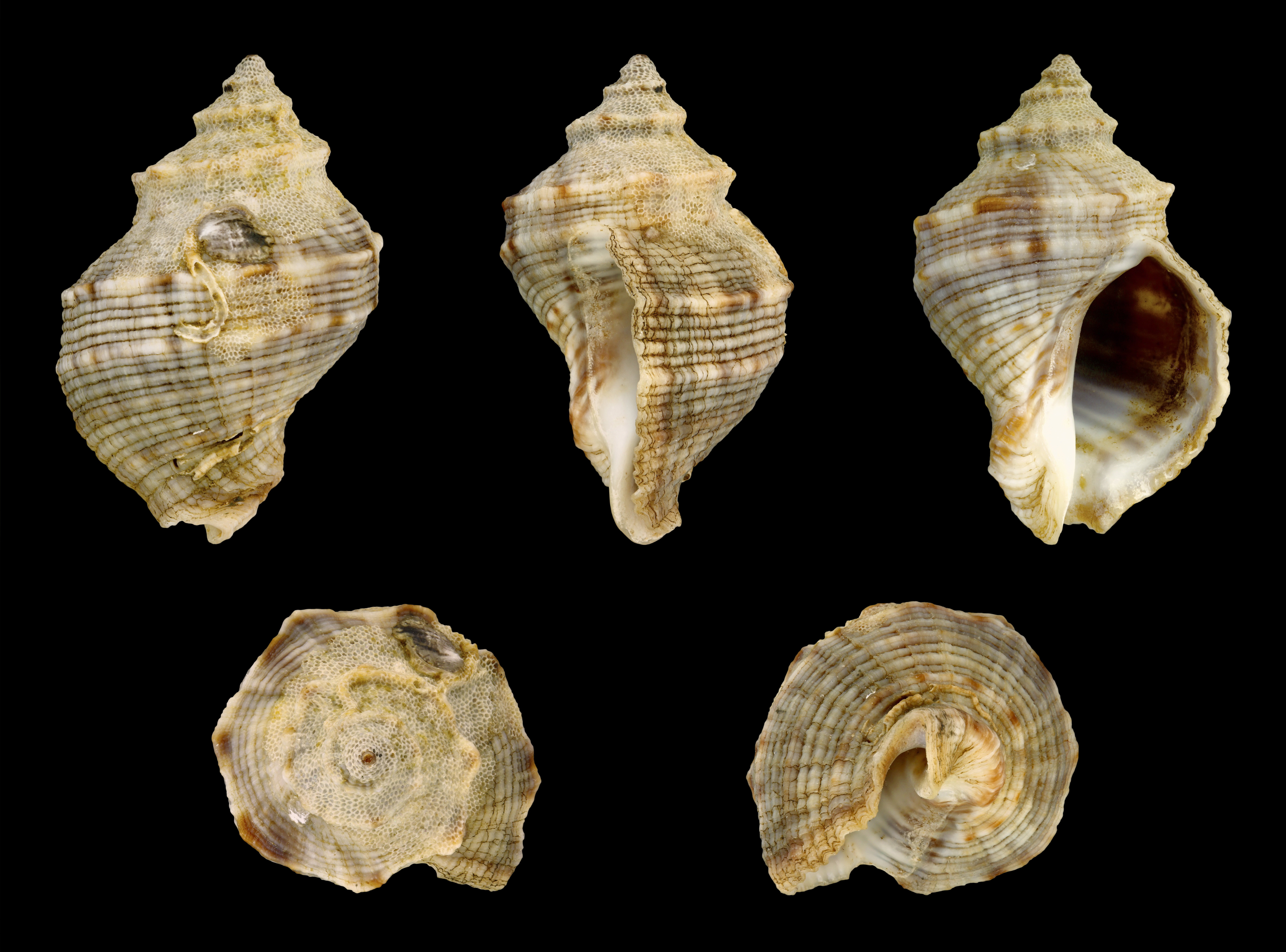
Indothais malayensis
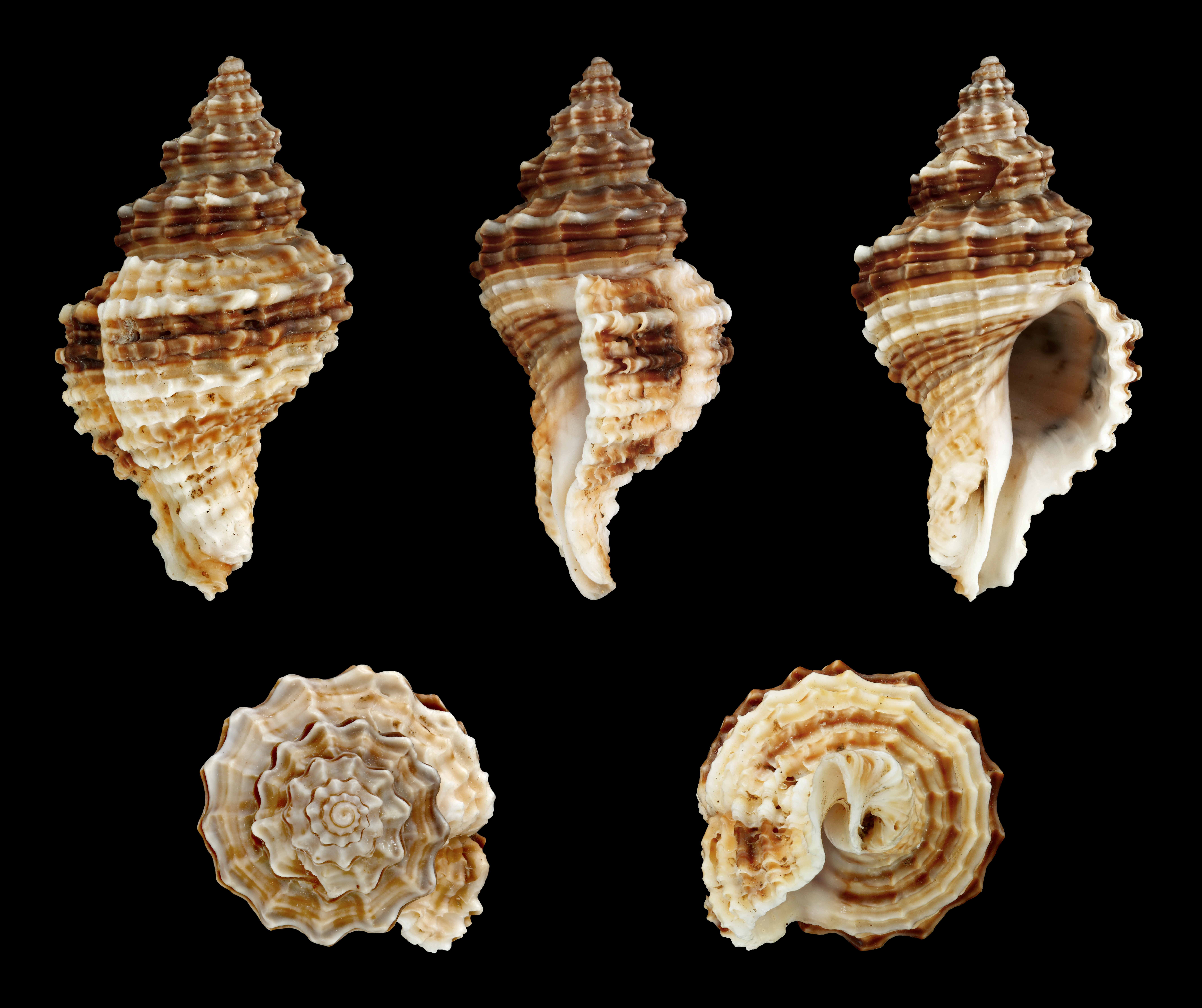
Lataxiena fimbriata
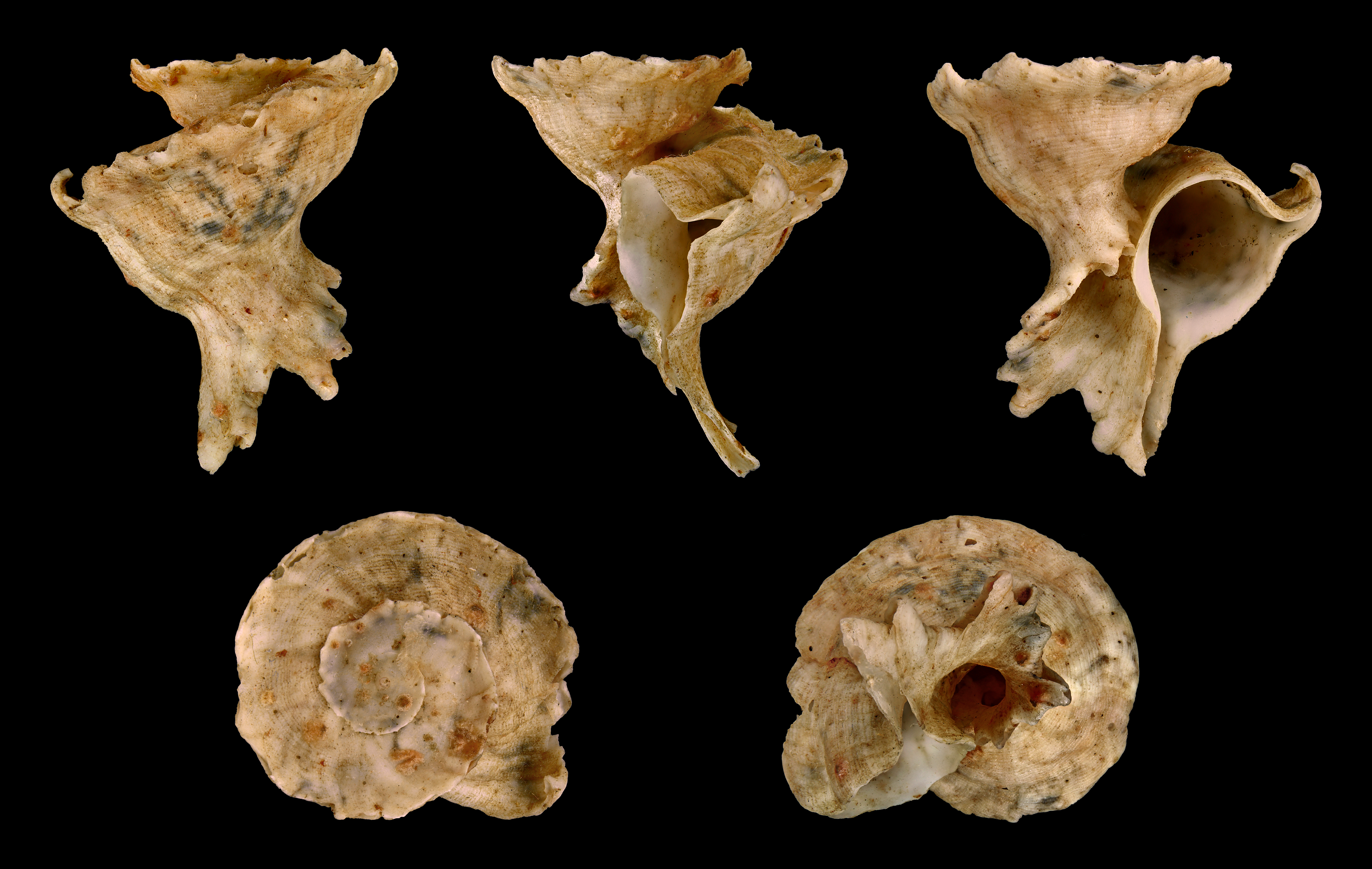
Latiaxis mawae
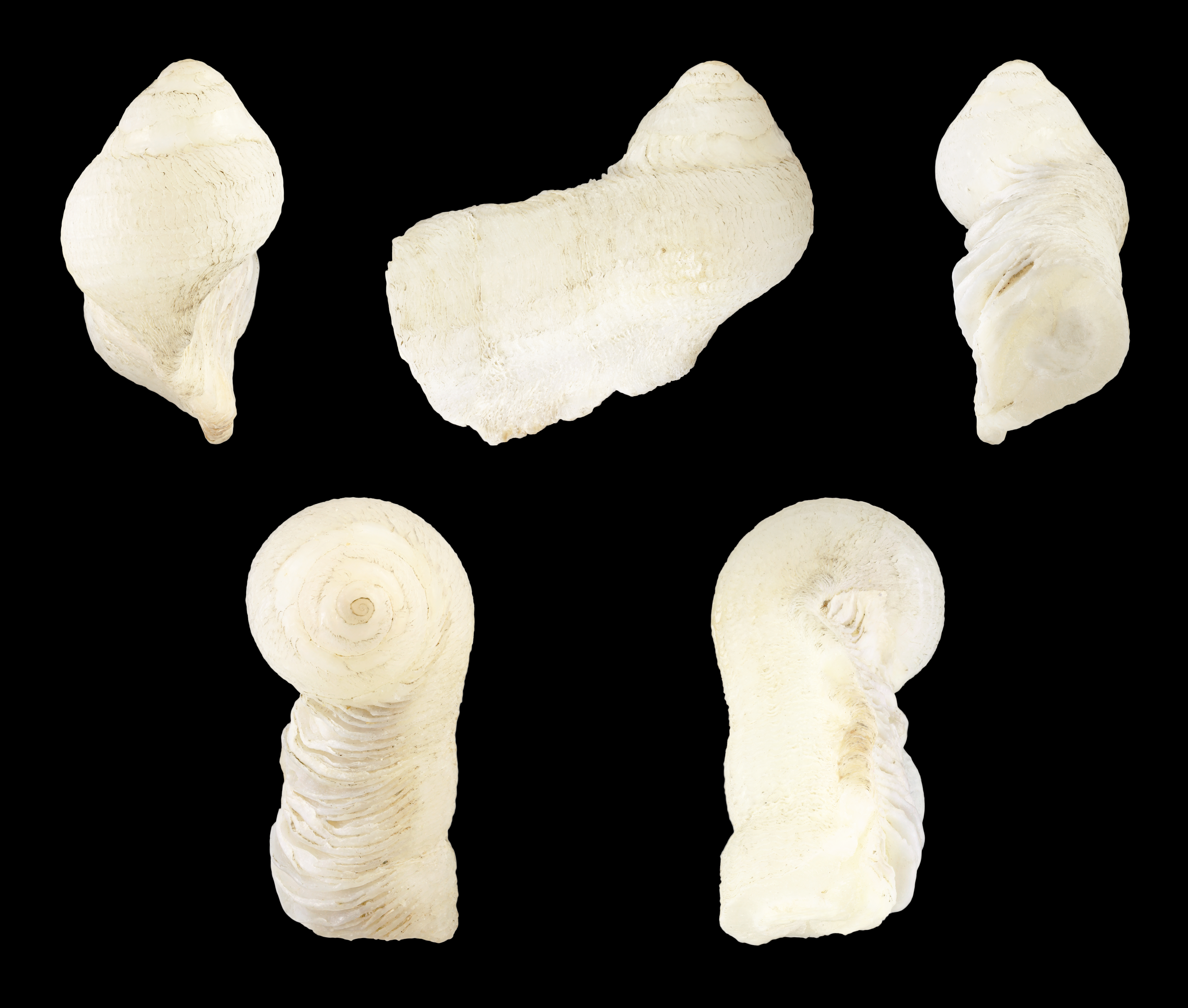
Magilus antiquus
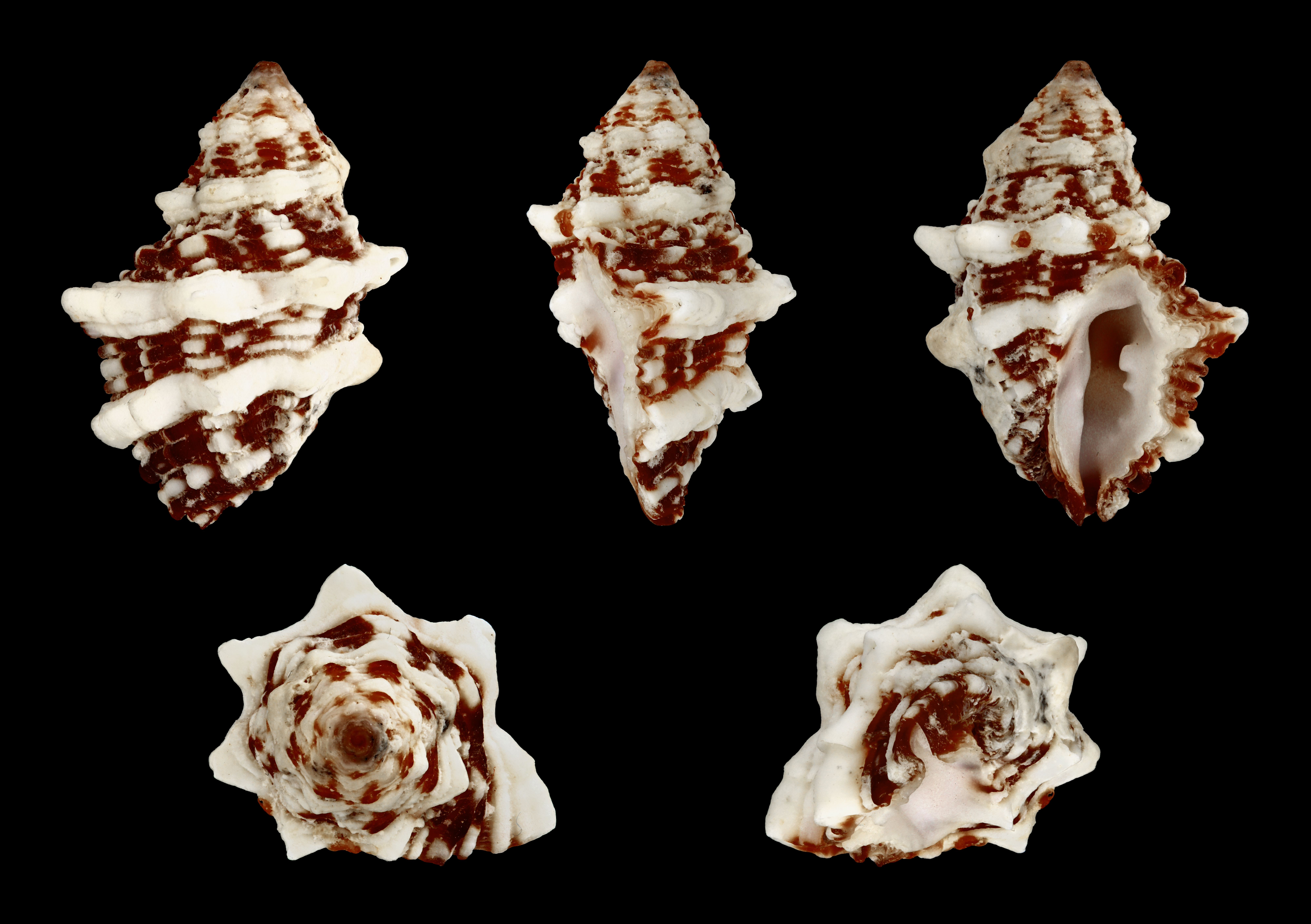
Morula biconica
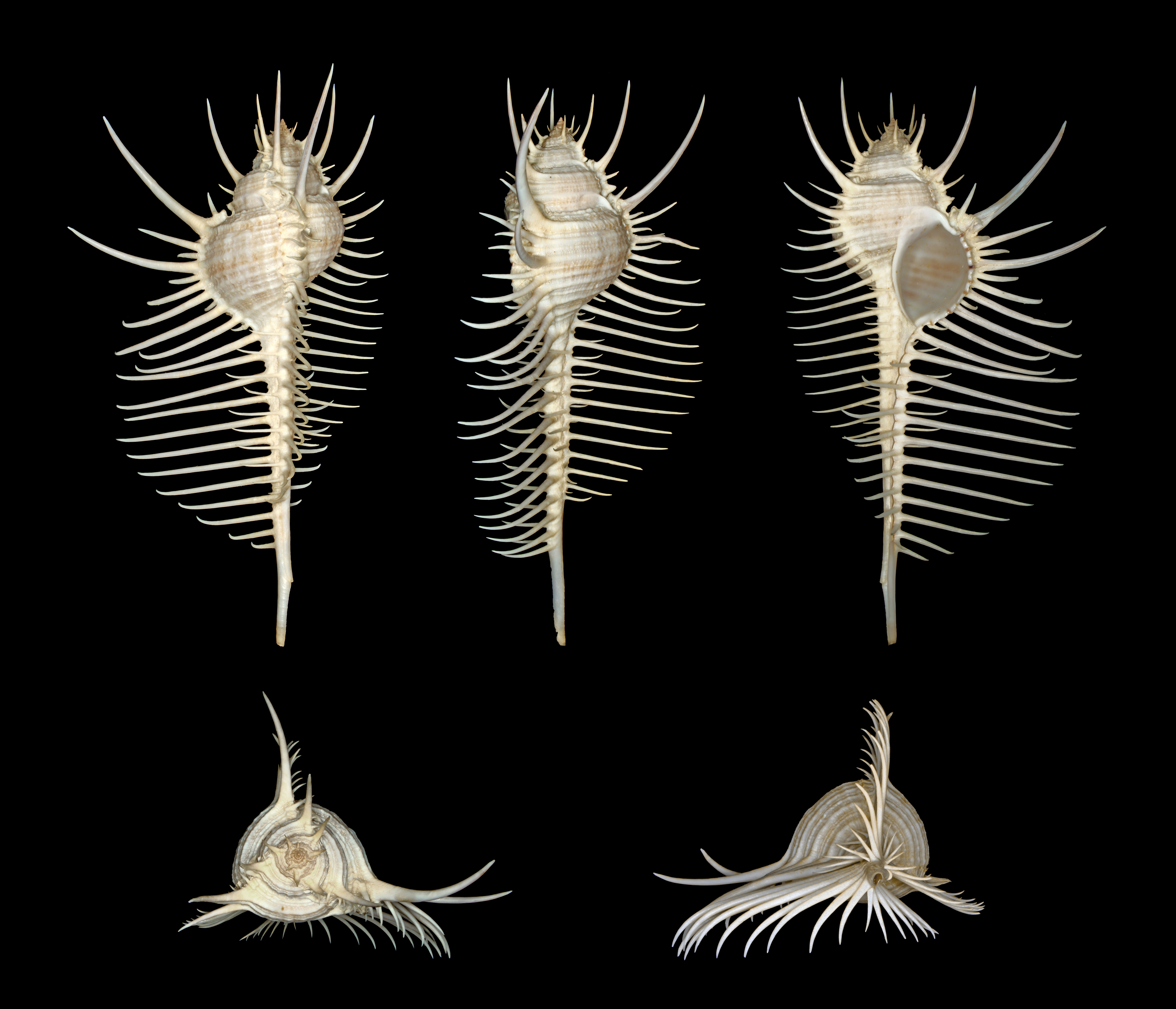
Murex pecten
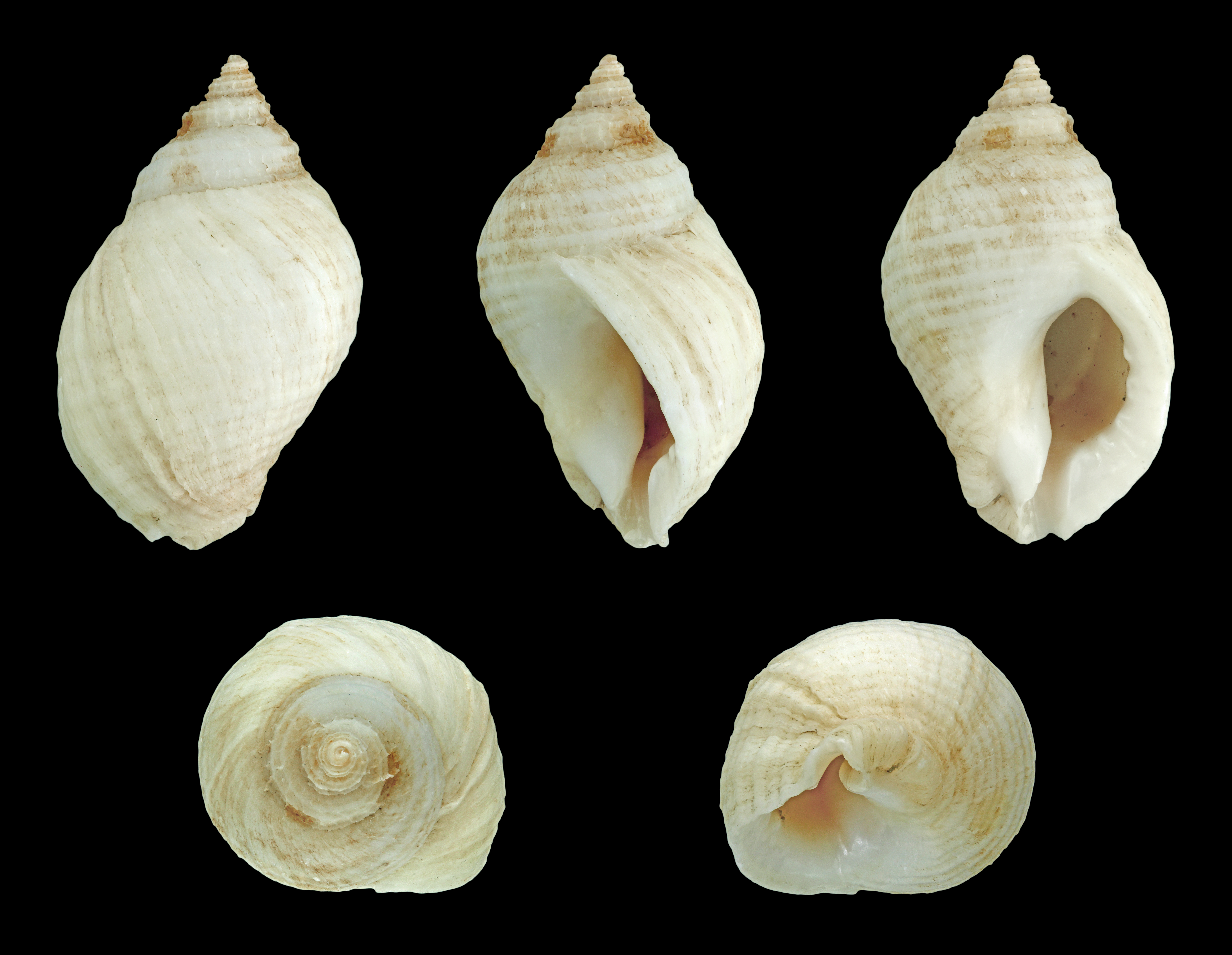
Nucella lapillus
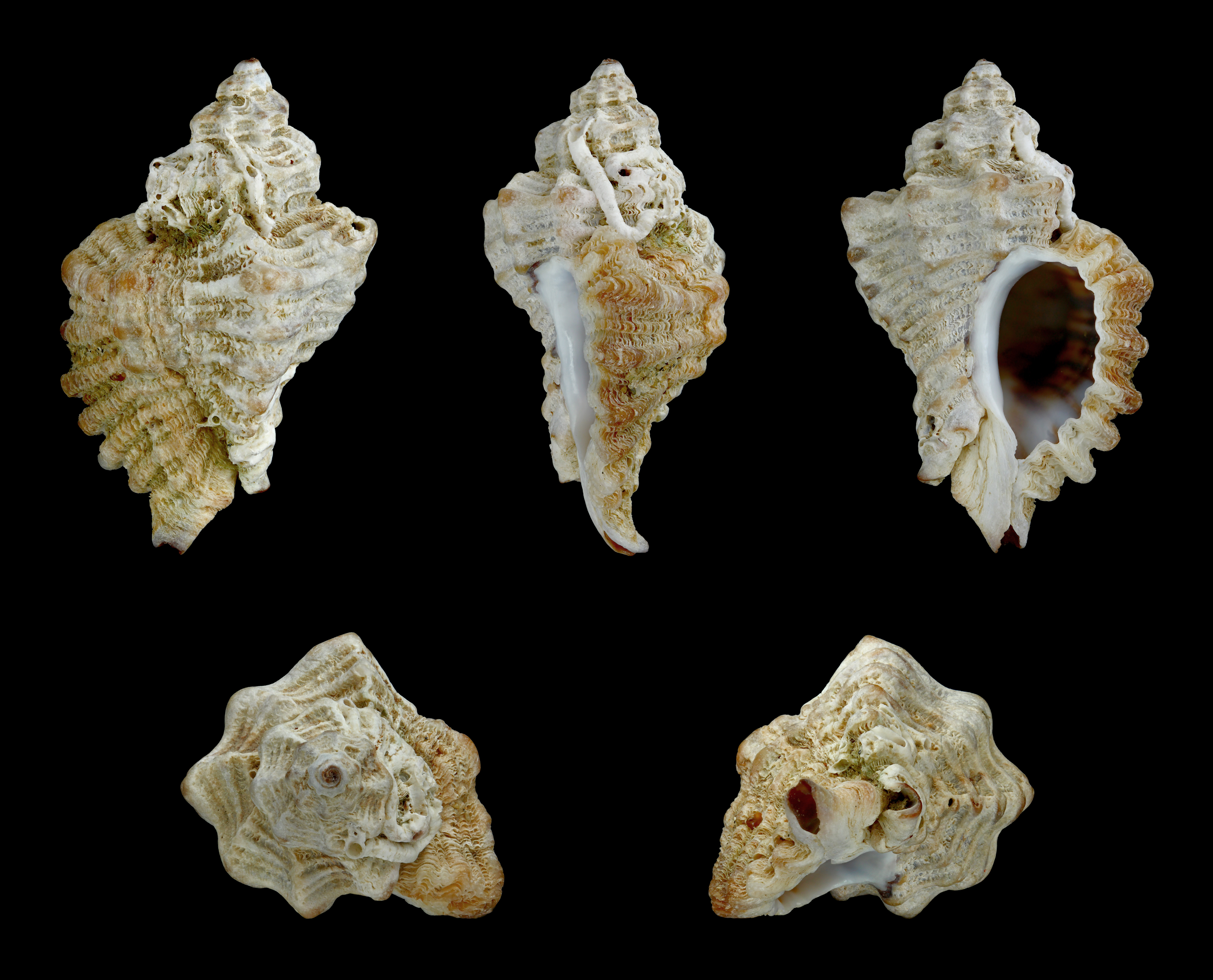
Ocenebra erinacea
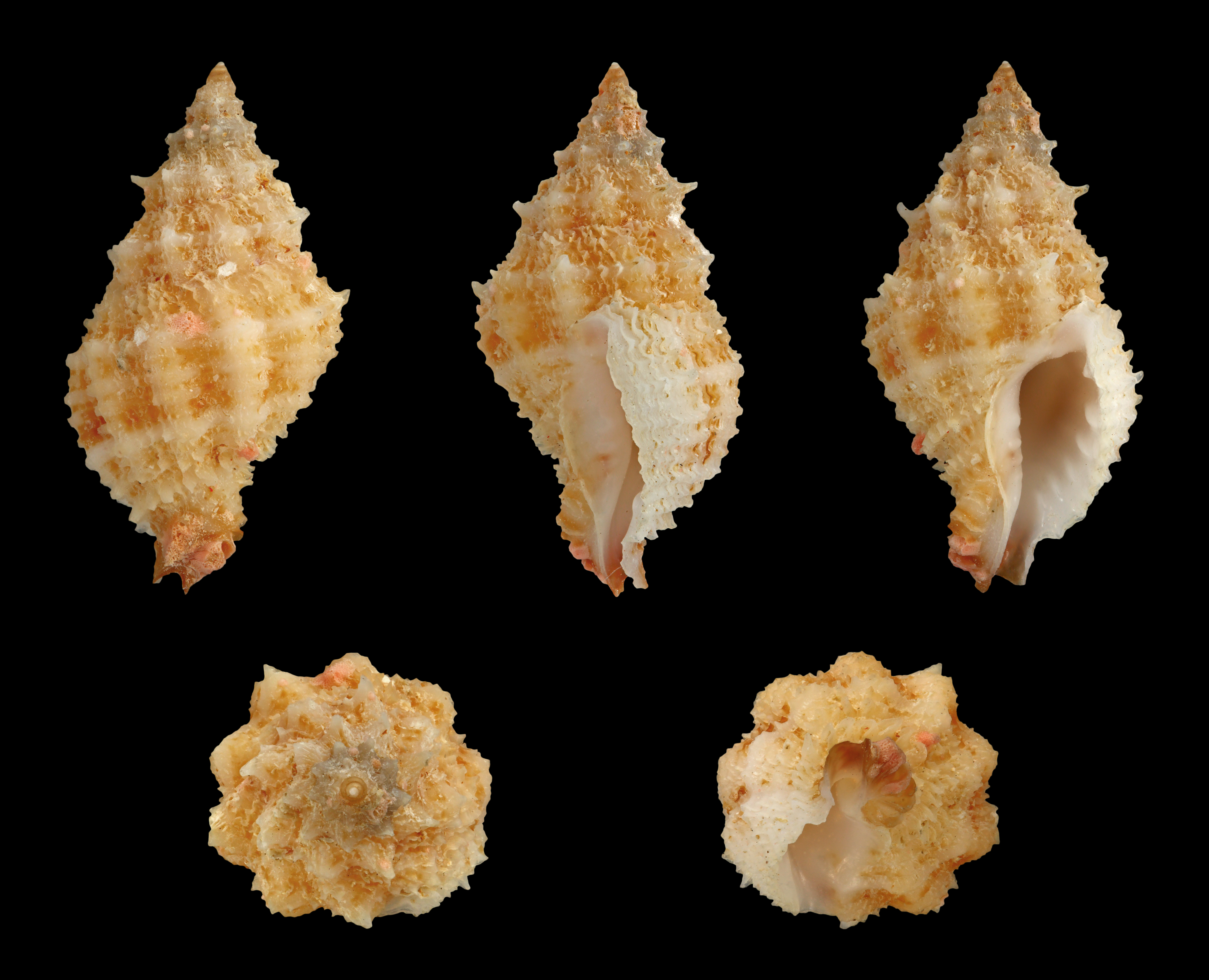
Orania pacifica
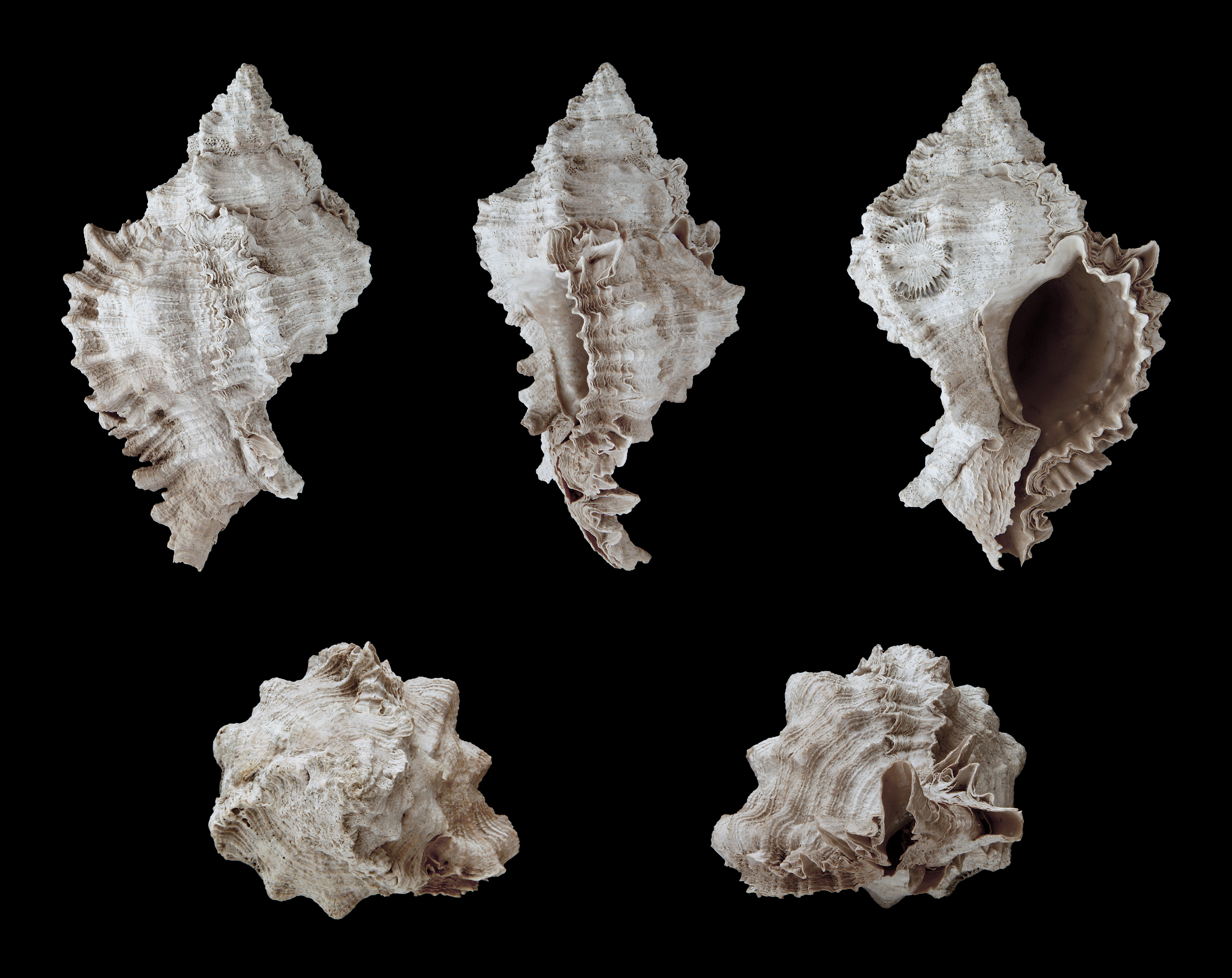
Phyllonotus evergladensis
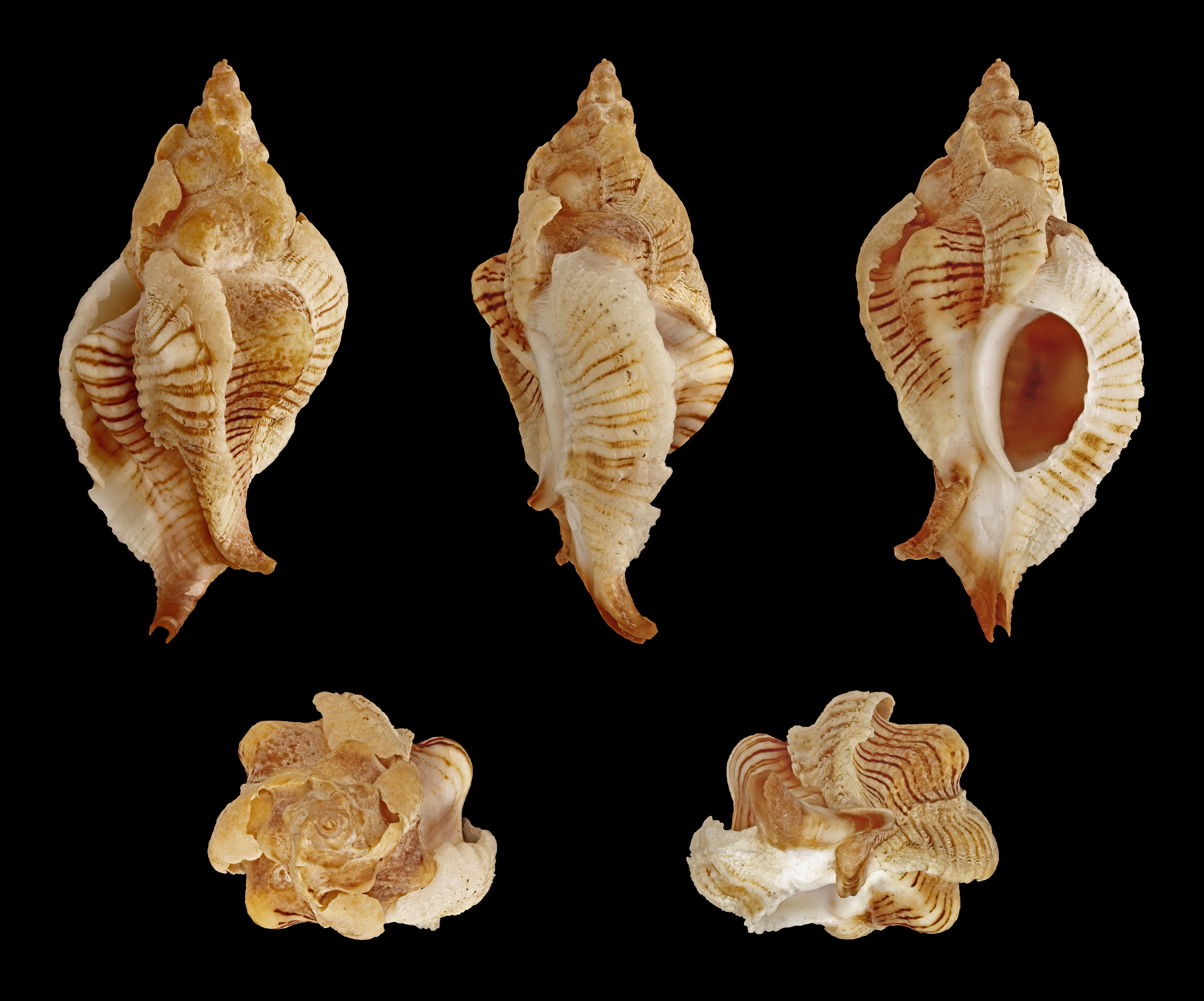
Pteropurpura festiva
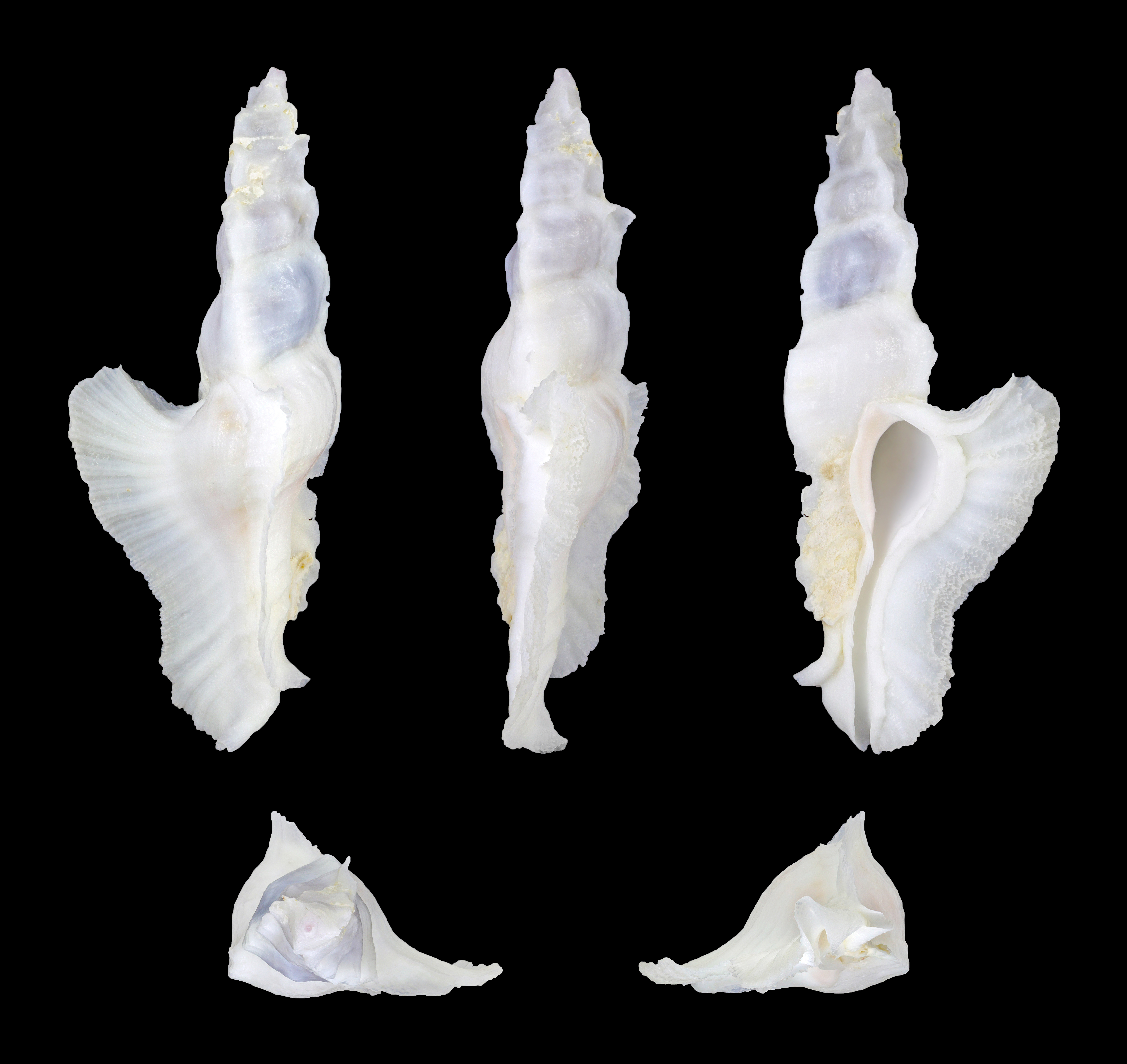
Pterynotus elongatus
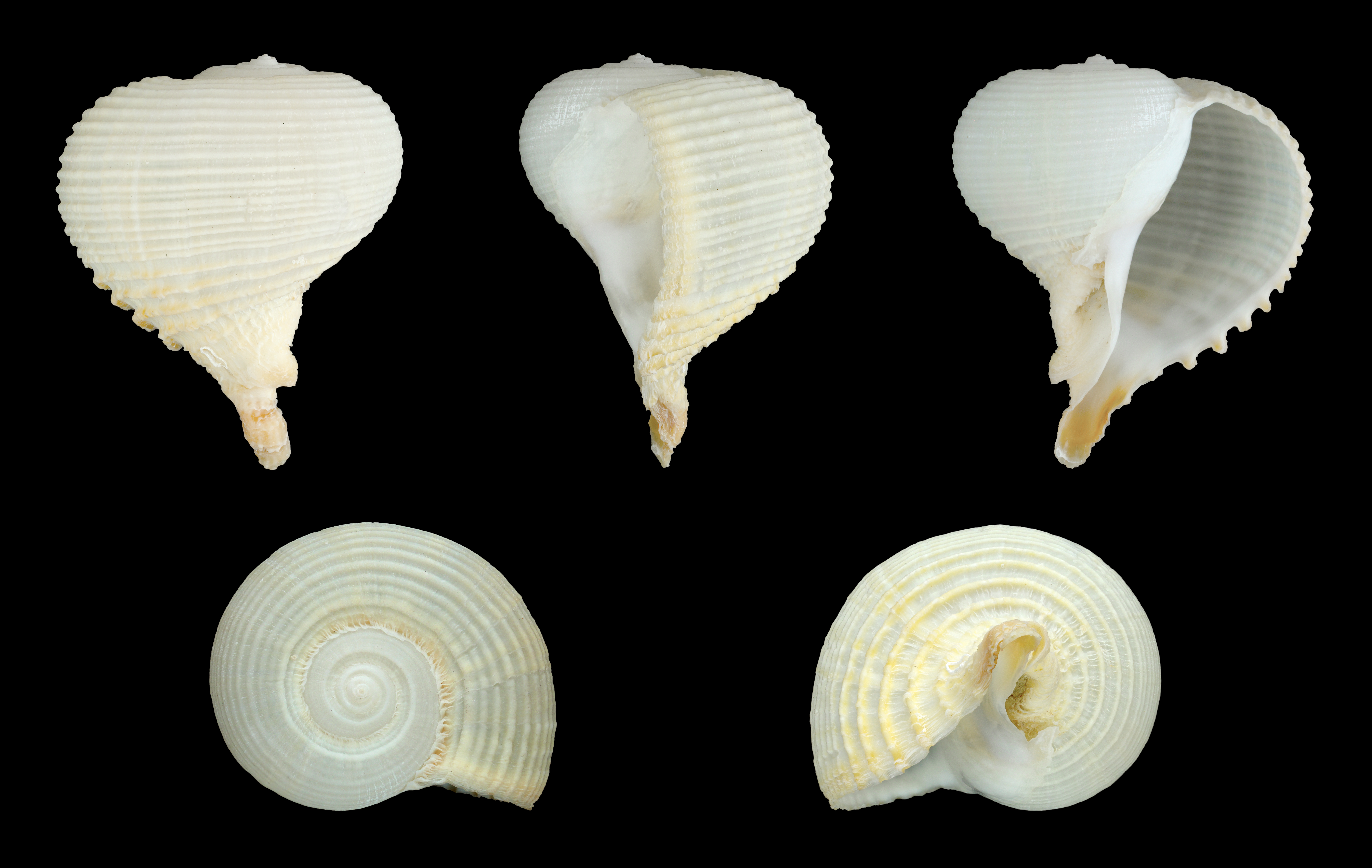
Rapa rapa
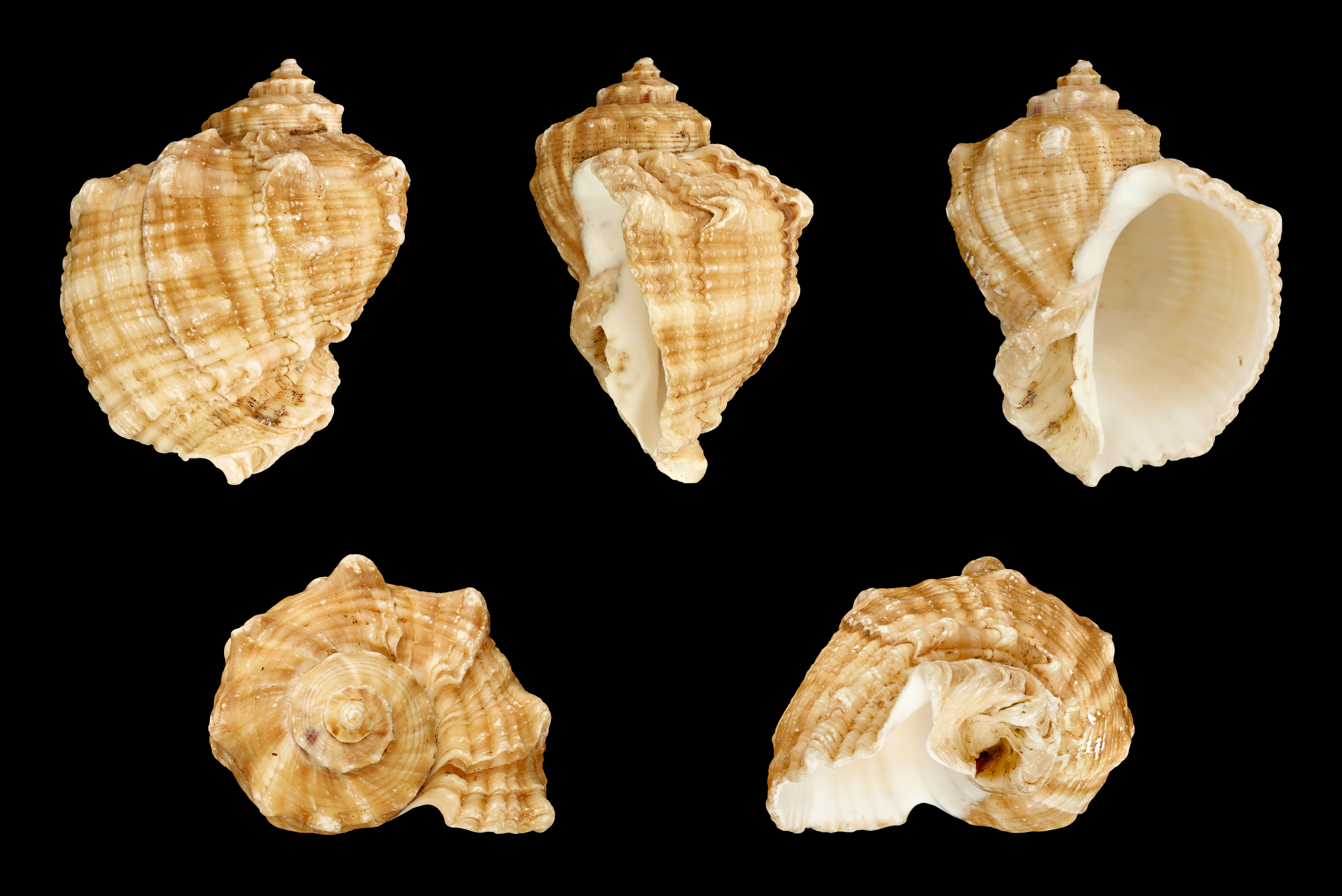
Rapana bezoar
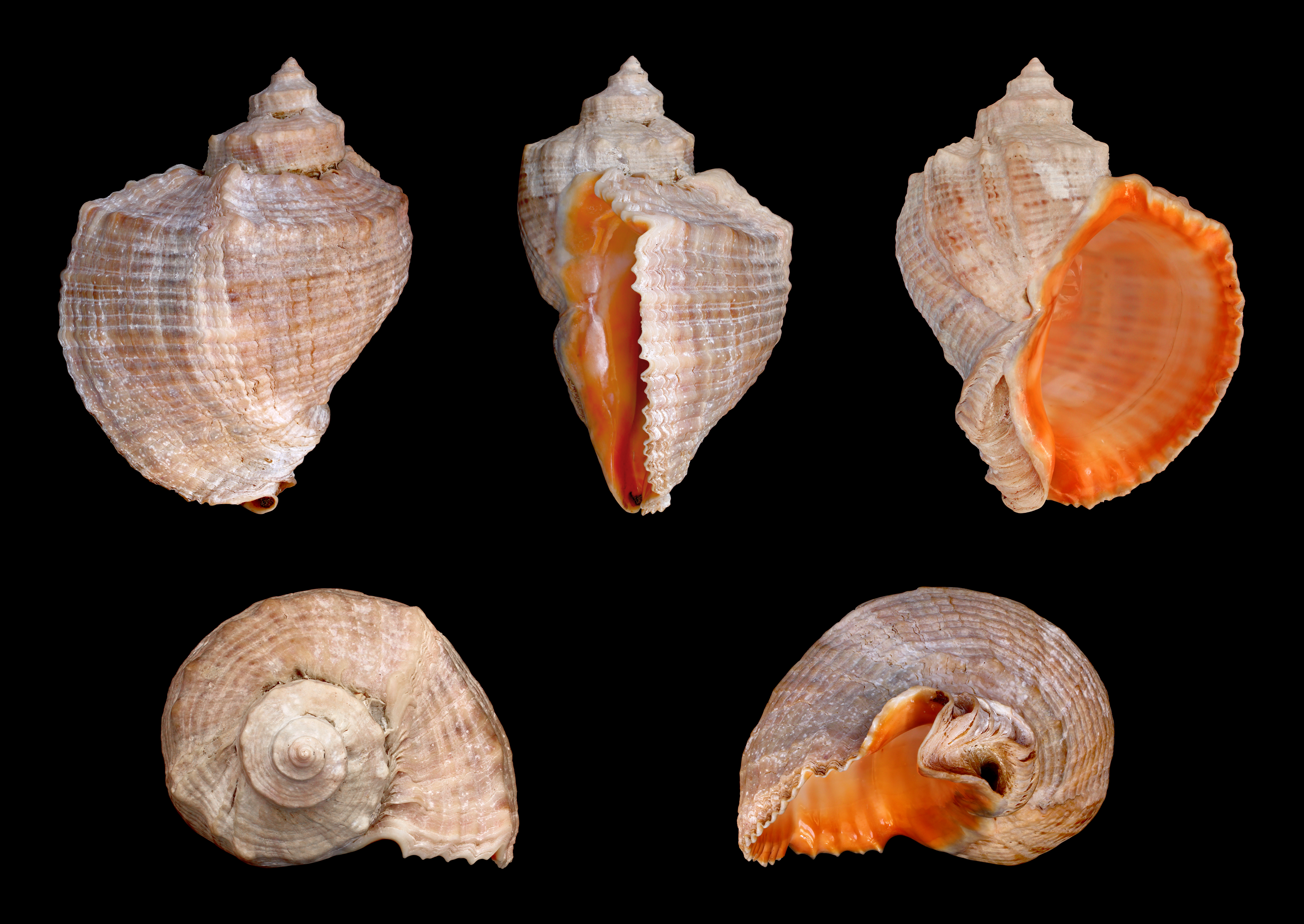
Rapana venosa
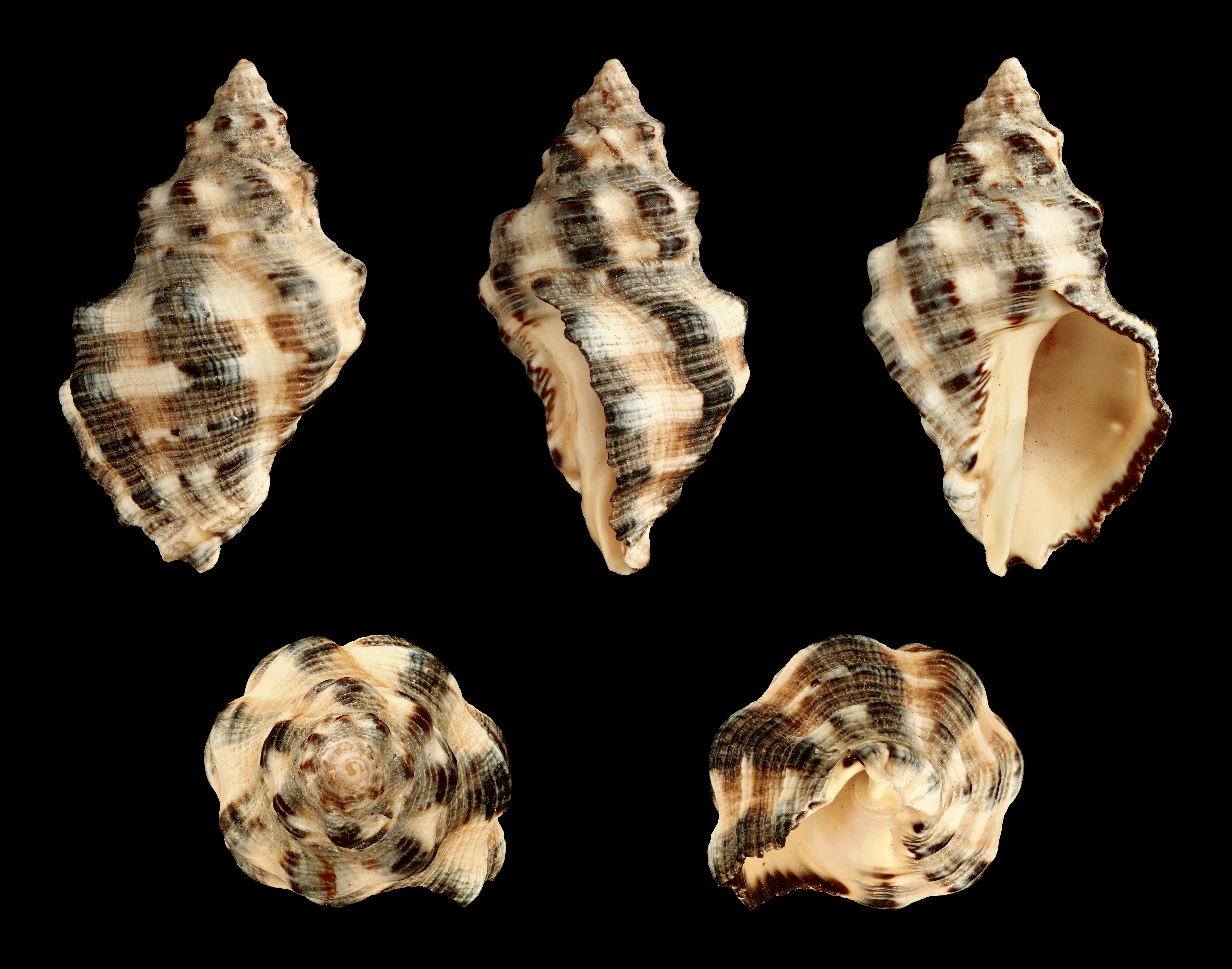
Reishia bronni
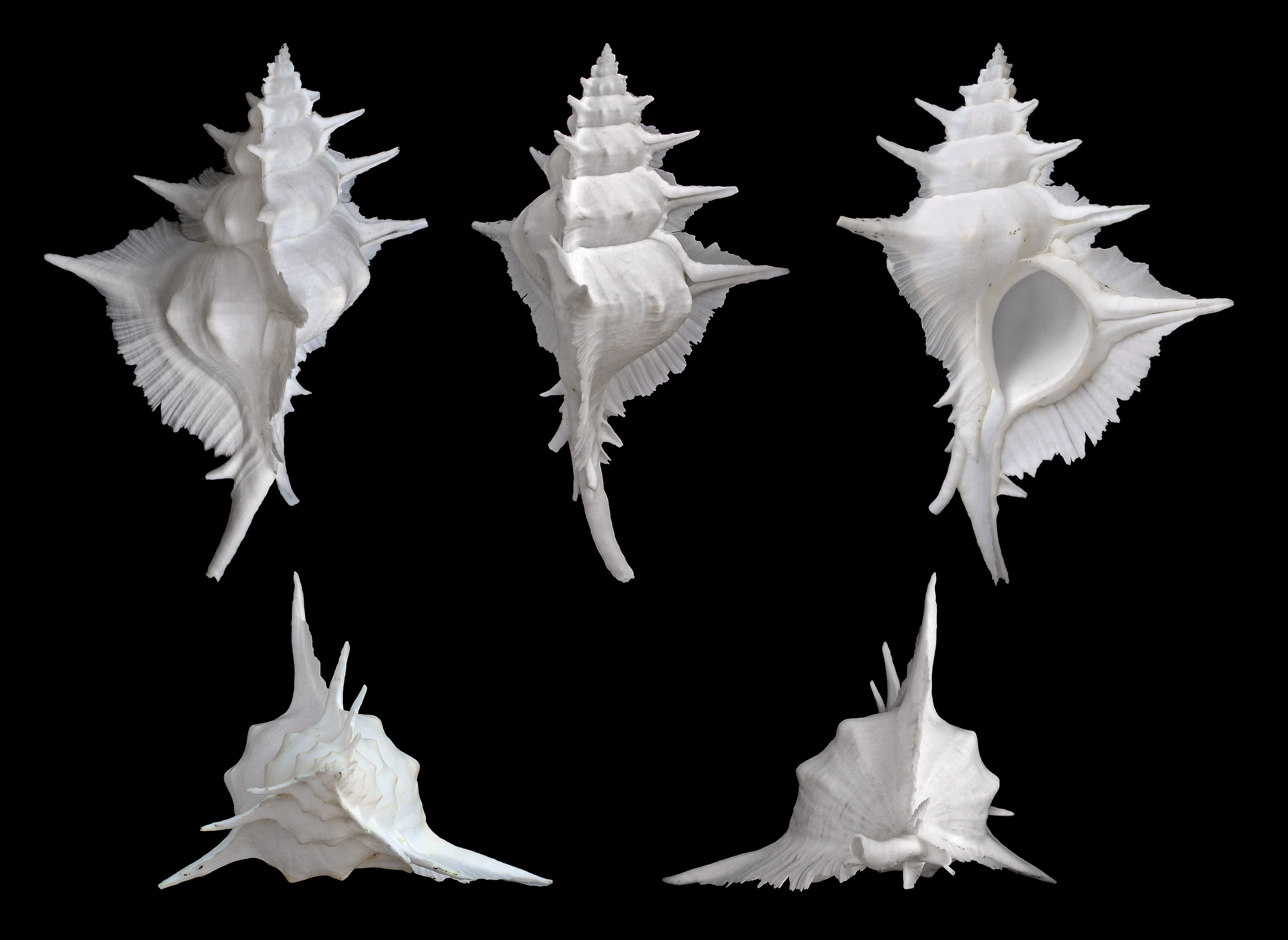
Siratus alabaster
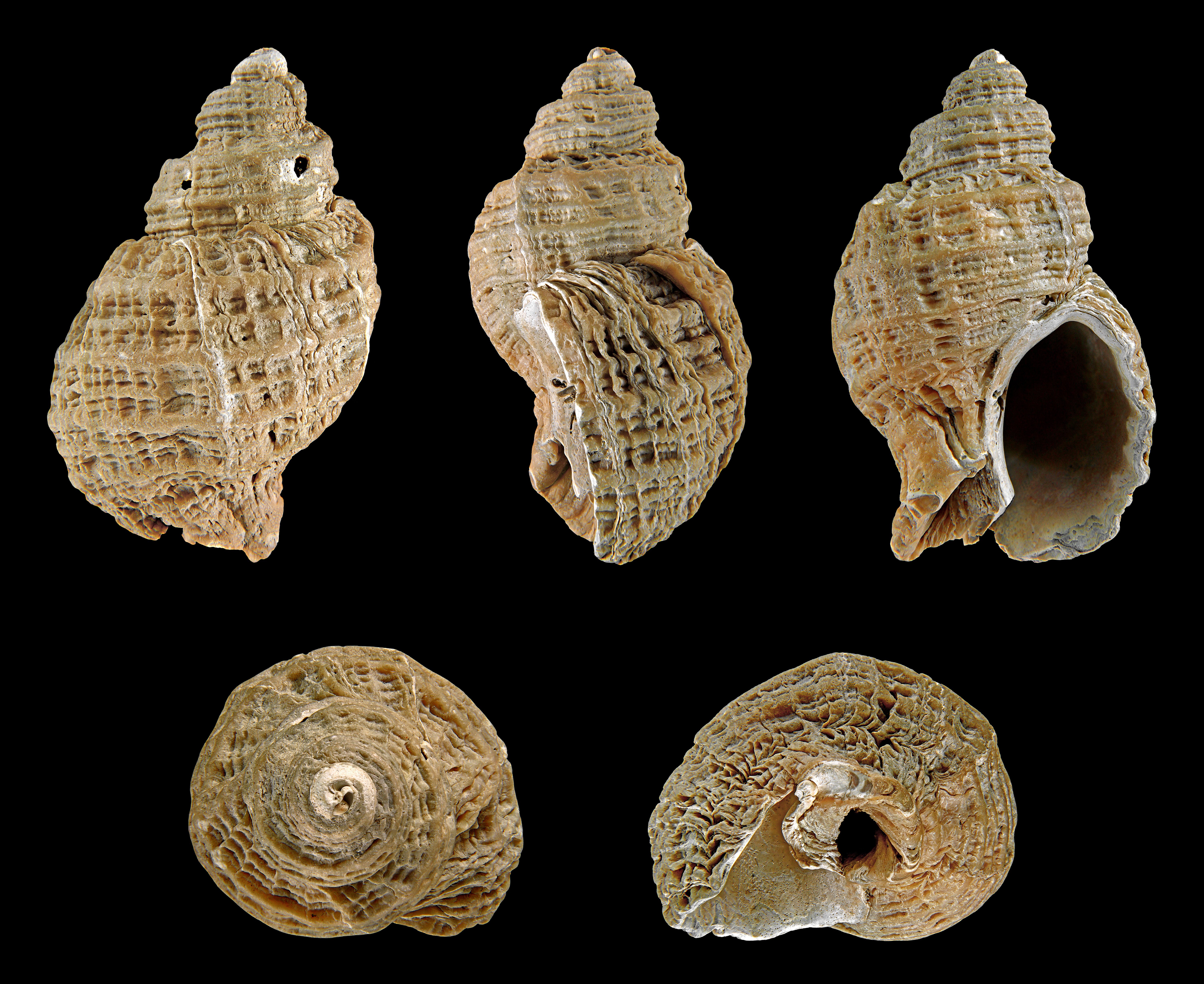
Spinucella tetragona
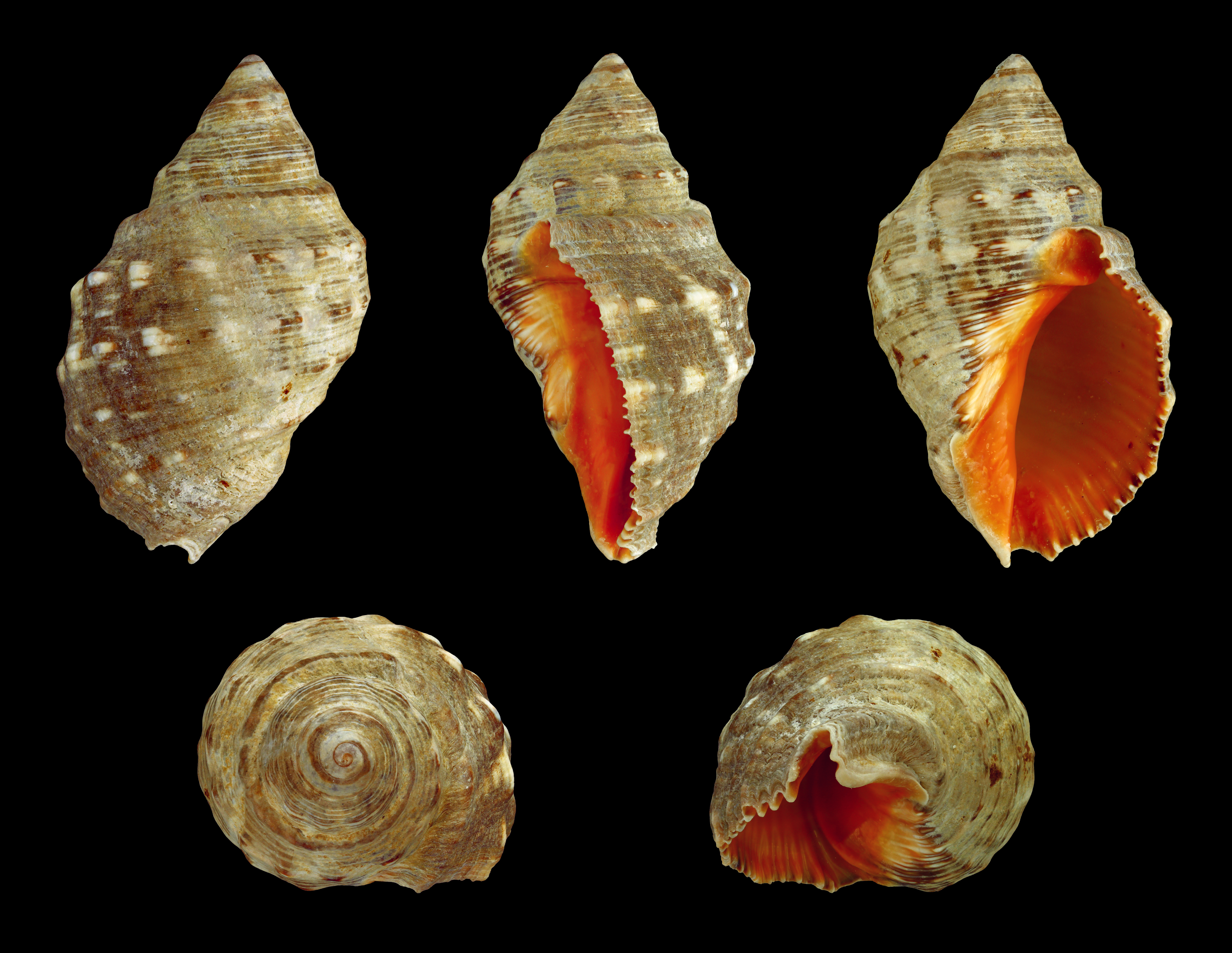
Stramonita haemastoma
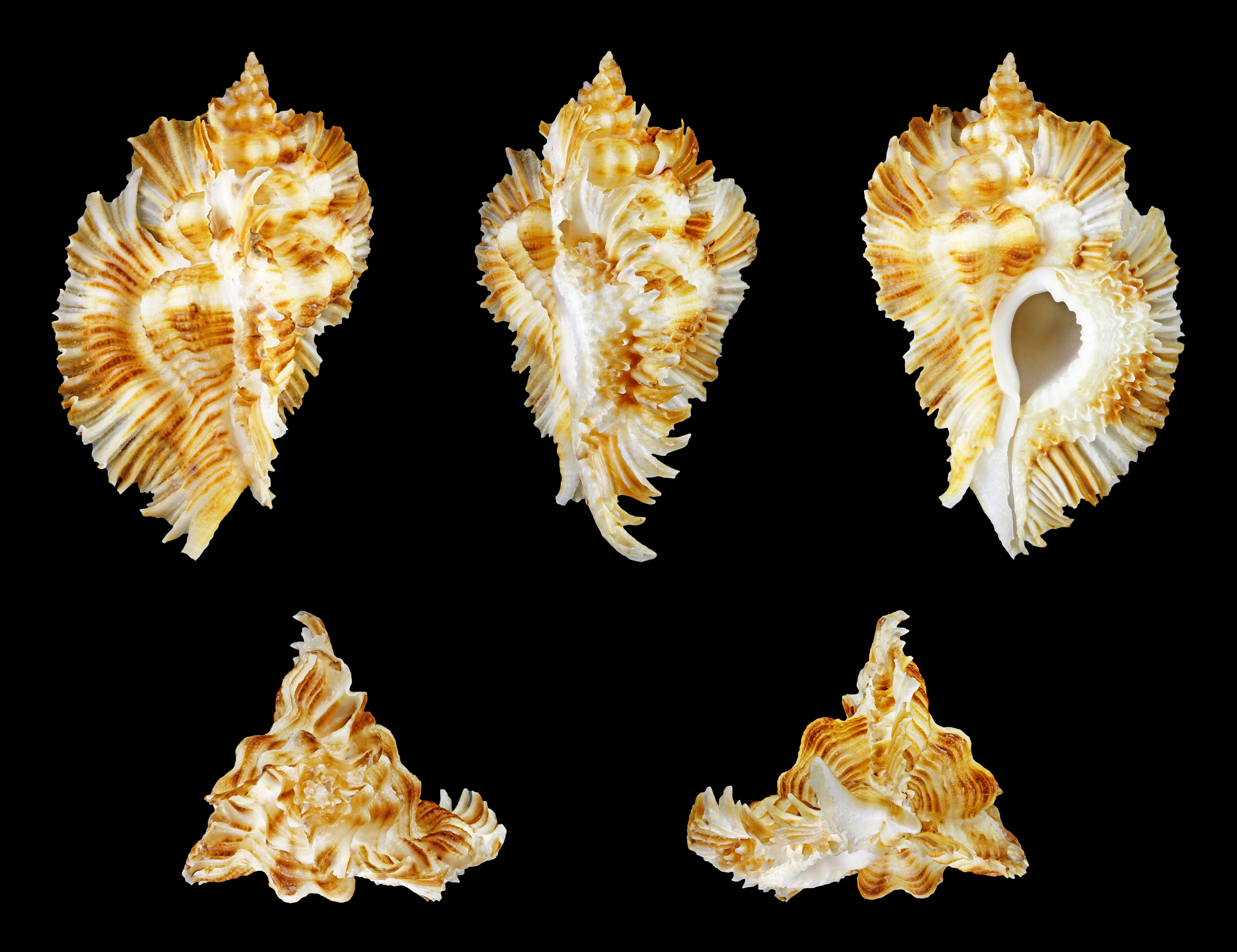
Timbellus miyokoae
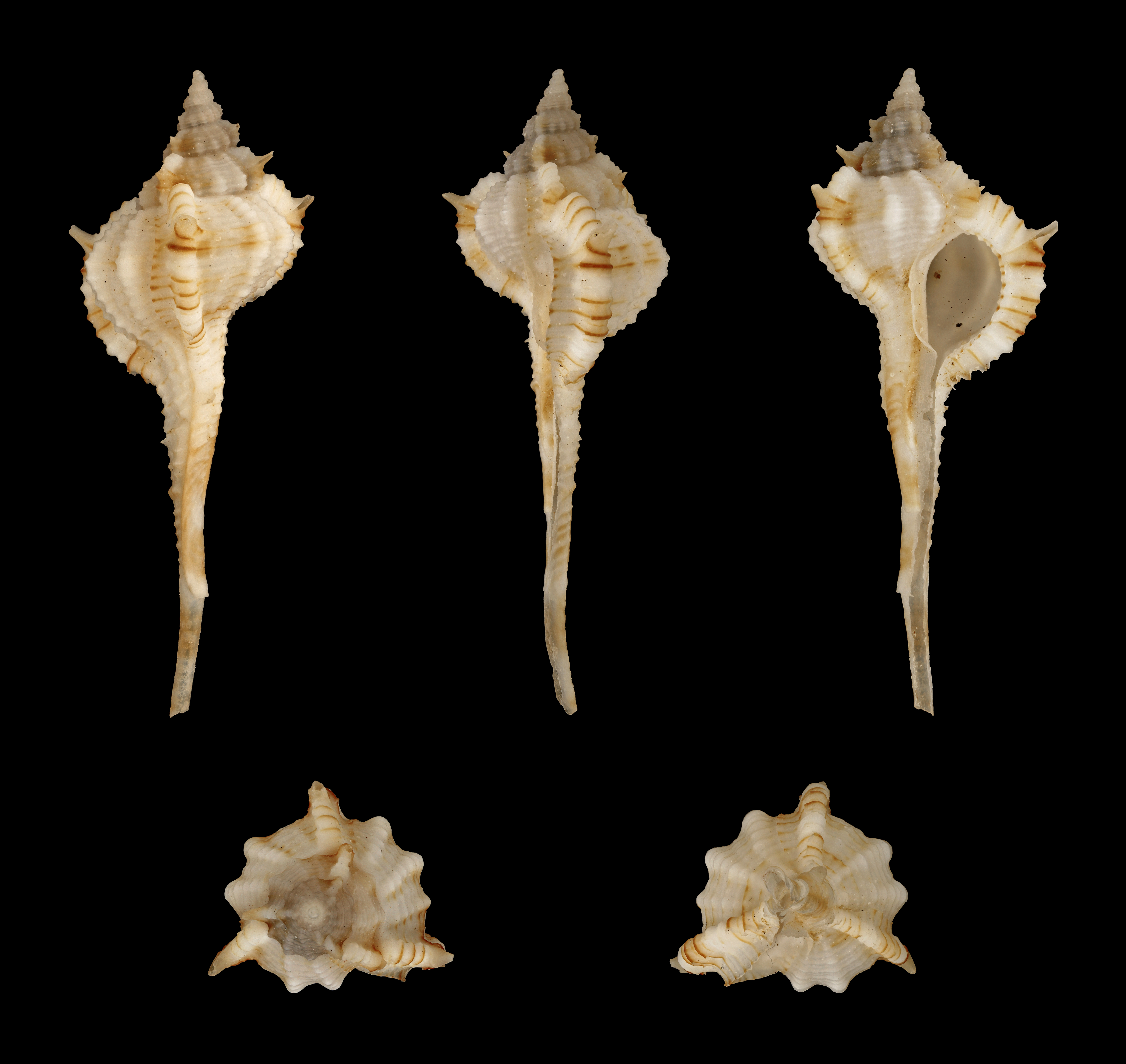
Vokesimurex gallinago
Vexilla vexillum, des Muricidae
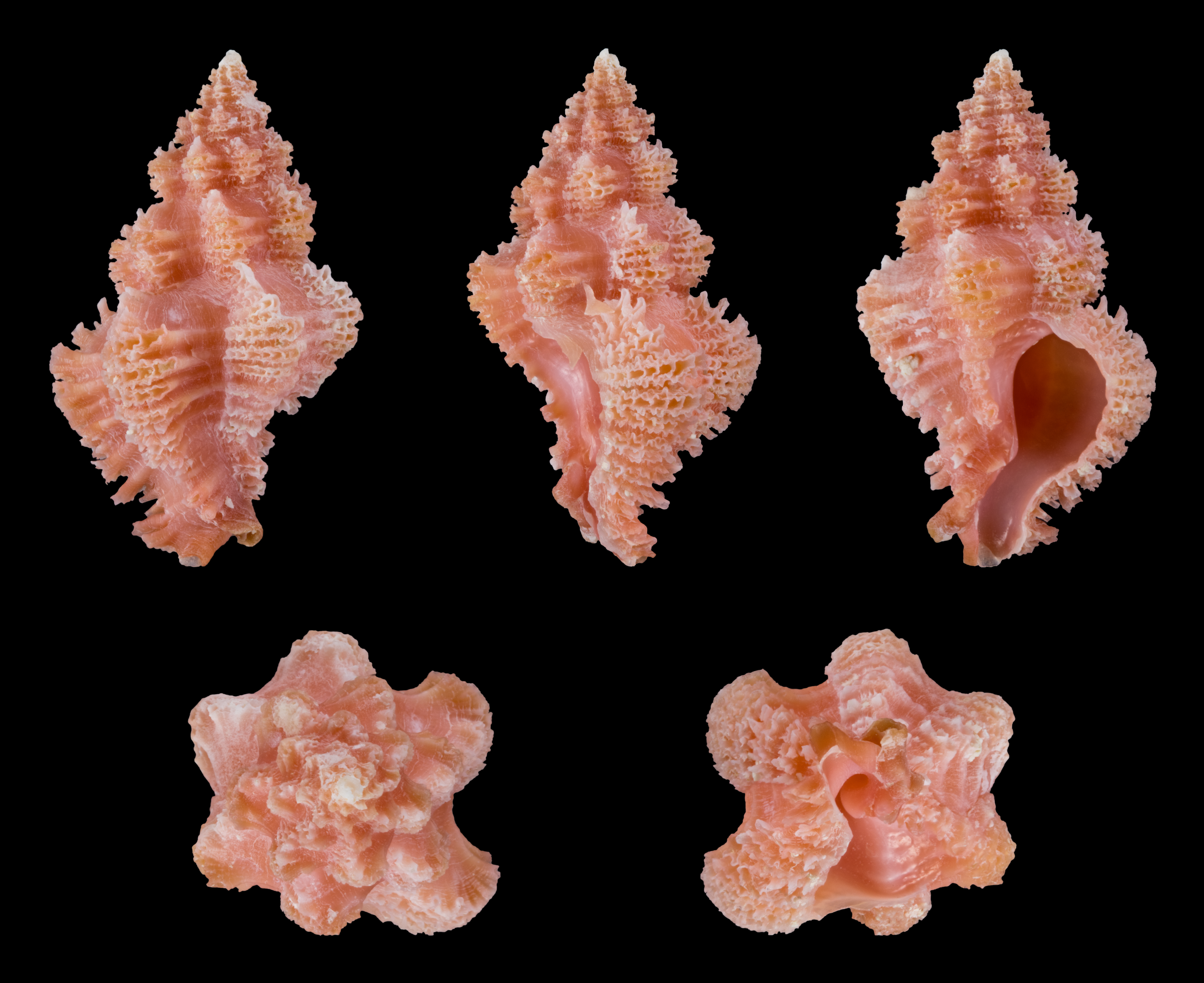
Favartia salmonea, des Favartia, des Muricidae.